# Championnats du monde de cyclisme sur piste 2024
Navigation
Championnats du monde 2023 Championnats du monde 2025

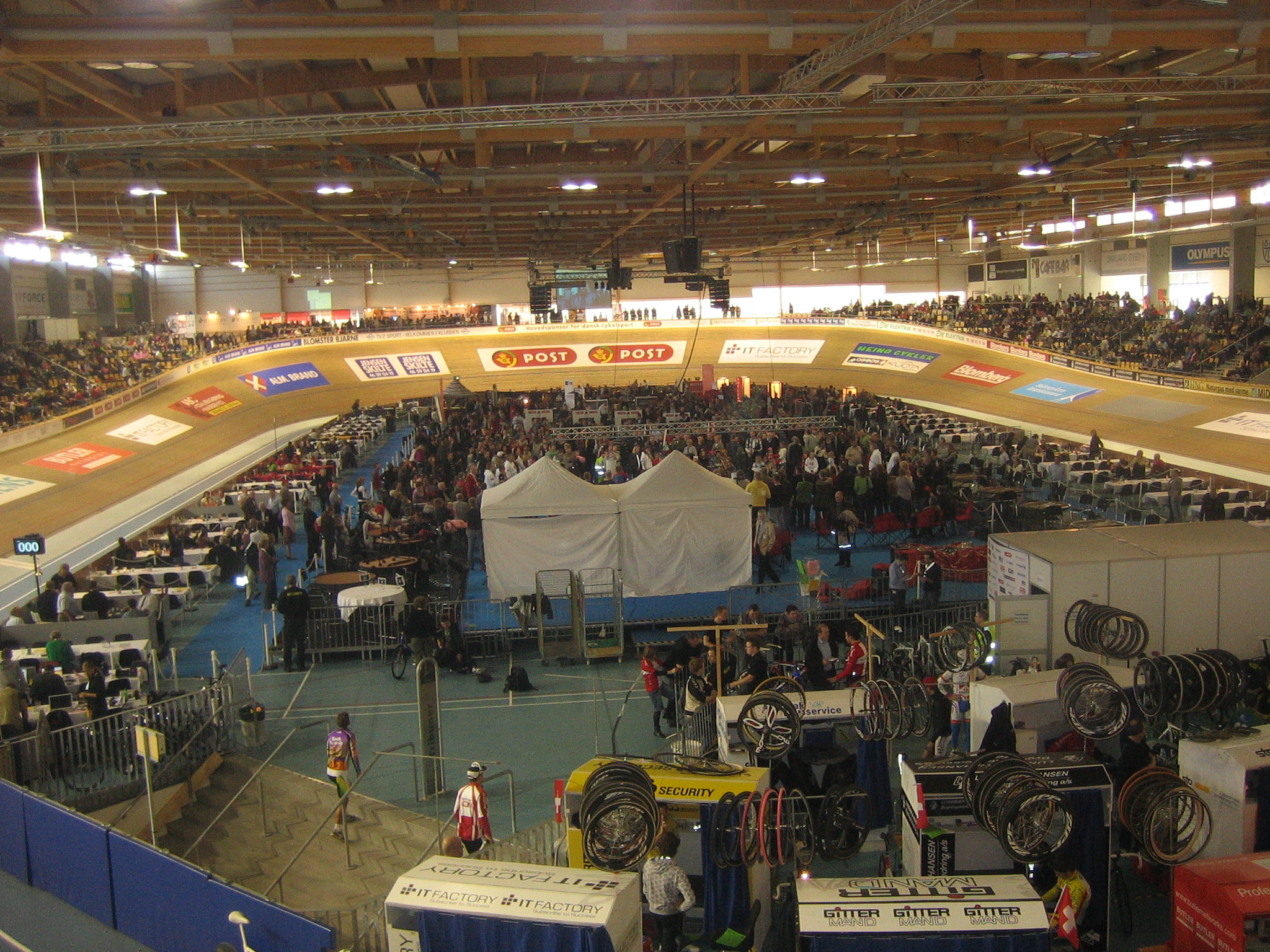
L'intérieur de la Ballerup Super Arena.

Les 114e championnats du monde de cyclisme sur piste 2024 se déroulent du 16 au 20 octobre 2024 à la Ballerup Super Arena de Ballerup, dans la banlieue de Copenhague au Danemark . C'est la onzième fois que le Danemark organise les championnats du monde de cyclisme sur piste.
Le 500 mètres féminin (présent depuis 1995) et la poursuite féminine sur 3 kilomètres (présente depuis 1958) font leurs dernières apparitions aux mondiaux sur piste. Les épreuves sont respectivement remplacées par le kilomètre et la poursuite féminine sur 4 kilomètres, soit les mêmes distances que pour les hommes. La course scratch masculine passera en 2025 de 15 à 10 kilomètres, soit la même distance que pour les femmes.

## Programme
22 épreuves sont au programme, 11 chacun pour les hommes et les femmes. 
Toutes les heures indiquées ci-dessous correspondent à l'heure locale - Heure normale d'Europe centrale ou UTC+01:00.
- les finales sont en jaune et en italique

| Date                | Horaire | Tour                                                       |
| ------------------- | ------- | ---------------------------------------------------------- |
| Mercredi 16 octobre | 11 h 30 | Femmes - poursuite par équipes - qualification             |
| Mercredi 16 octobre | 11 h 30 | Hommes - poursuite par équipes - qualification             |
| Mercredi 16 octobre | 11 h 30 | Femmes - vitesse par équipes - qualification               |
| Mercredi 16 octobre | 11 h 30 | Hommes - vitesse par équipes - qualification               |
| Mercredi 16 octobre | 18 h 30 | Femmes - vitesse par équipes - 1er tour                    |
| Mercredi 16 octobre | 18 h 30 | Hommes - vitesse par équipes - 1er tour                    |
| Mercredi 16 octobre | 18 h 30 | Femmes - scratch - finale                                  |
| Mercredi 16 octobre | 18 h 30 | Femmes - vitesse par équipes - finale                      |
| Mercredi 16 octobre | 18 h 30 | Hommes - vitesse par équipes - finale                      |
| Mercredi 16 octobre | 18 h 30 | Hommes - poursuite par équipes - 1er tour                  |
| Jeudi 17 octobre    | 14 h 00 | Hommes - keirin - 1er tour, repêchage, 2e tour             |
| Jeudi 17 octobre    | 14 h 00 | Femmes - vitesse individuelle - qualification, 1/16e, 1/8e |
| Jeudi 17 octobre    | 18 h 30 | Femmes - poursuite par équipes - 1er tour                  |
| Jeudi 17 octobre    | 18 h 30 | Femmes - vitesse individuelle - Quarts de finale           |
| Jeudi 17 octobre    | 18 h 30 | Hommes - keirin - 3e tour                                  |
| Jeudi 17 octobre    | 18 h 30 | Hommes - poursuite par équipes - finale                    |
| Jeudi 17 octobre    | 18 h 30 | Femmes - course par élimination                            |
| Jeudi 17 octobre    | 18 h 30 | Hommes - keirin - finale                                   |
| Jeudi 17 octobre    | 18 h 30 | Hommes - scratch - finale                                  |
| Jeudi 17 octobre    | 18 h 30 | Femmes - poursuite par équipes - finale                    |
| Vendredi 18 octobre | 14 h 00 | Hommes - kilomètre - qualification                         |
| Vendredi 18 octobre | 14 h 00 | Femmes - omnium : scratch et course tempo                  |
| Vendredi 18 octobre | 14 h 00 | Hommes - poursuite individuelle - qualification            |
| Vendredi 18 octobre | 18 h 30 | Hommes - course aux points                                 |
| Vendredi 18 octobre | 18 h 30 | Femmes - vitesse individuelle - Demi-finales               |
| Vendredi 18 octobre | 18 h 30 | Femmes - omnium : course par élimination                   |
| Vendredi 18 octobre | 18 h 30 | Hommes - kilomètre - finale                                |
| Vendredi 18 octobre | 18 h 30 | Hommes - poursuite individuelle - finale                   |
| Vendredi 18 octobre | 18 h 30 | Femmes - vitesse individuelle - finale                     |
| Vendredi 18 octobre | 18 h 30 | Femmes - omnium : course aux points                        |

| Date                | Horaire | Tour                                                       |
| ------------------- | ------- | ---------------------------------------------------------- |
| Samedi 19 octobre   | 12 h 30 | Femmes - 500 mètres - qualification                        |
| Samedi 19 octobre   | 12 h 30 | Hommes - vitesse individuelle - qualification, 1/16e, 1/8e |
| Samedi 19 octobre   | 12 h 30 | Hommes - omnium : scratch et course tempo                  |
| Samedi 19 octobre   | 12 h 30 | Femmes - poursuite individuelle - qualification            |
| Samedi 19 octobre   | 18 h 30 | Femmes - 500 mètres - finale                               |
| Samedi 19 octobre   | 18 h 30 | Hommes - vitesse individuelle - Quarts de finale           |
| Samedi 19 octobre   | 18 h 30 | Femmes - course à l'américaine                             |
| Samedi 19 octobre   | 18 h 30 | Hommes - omnium : course par élimination                   |
| Samedi 19 octobre   | 18 h 30 | Femmes - poursuite individuelle - finale                   |
| Samedi 19 octobre   | 18 h 30 | Hommes - omnium : course aux points                        |
| Dimanche 20 octobre | 11 h 00 | Hommes - vitesse individuelle - Demi-finales               |
| Dimanche 20 octobre | 11 h 00 | Femmes - keirin, - 1er tour, repêchage                     |
| Dimanche 20 octobre | 13 h 30 | Femmes - keirin, 2e tour                                   |
| Dimanche 20 octobre | 13 h 30 | Femmes - course aux points                                 |
| Dimanche 20 octobre | 13 h 30 | Femmes - keirin, - 3e tour                                 |
| Dimanche 20 octobre | 13 h 30 | Hommes - course par élimination                            |
| Dimanche 20 octobre | 13 h 30 | Femmes - keirin - finales                                  |
| Dimanche 20 octobre | 13 h 30 | Hommes - vitesse individuelle - finales                    |
| Dimanche 20 octobre | 13 h 30 | Hommes - course à l'américaine                             |

## Médaillés
- (q) signifie que le coureur n'a pas participé à la finale pour la médaille, mais à un tour qualificatif.

### Hommes
| Épreuves                                       | Or | Or                  | Argent                                                                                            | Argent         | Bronze                                                                                            | Bronze         |
| ---------------------------------------------- | --- | ------------------- | ------------------------------------------------------------------------------------------------- | -------------- | ------------------------------------------------------------------------------------------------- | -------------- |
| Kilomètre contre-la-montre résultats détaillés | Harrie Lavreysen                                                                                                  | 57 s 321            | Jeffrey Hoogland                                                                                  | 58 s 252       | Joseph Truman                                                                                     | 58 s 669       |
| Keirin résultats détaillés                     | Kento Yamasaki |                     | Mikhail Iakovlev                                                                                  |                | Kevin Quintero                                                                                    |                |
| Vitesse individuelle résultats détaillés       | Harrie Lavreysen                                                                                                  |                     | Jeffrey Hoogland                                                                                  |                | Kaiya Ota                                                                                         |                |
| Vitesse par équipes résultats détaillés        | Pays-Bas- Jeffrey Hoogland - Harrie Lavreysen - Roy van den Berg                                                  | 42 s 046            | Australie- Thomas Cornish - Ryan Elliott - Leigh Hoffman                                          | 42 s 673       | Japon- Yoshitaku Nagasako - Yuta Obara - Kaiya Ota                                                | 42 s 877       |
| Poursuite individuelle résultats détaillés     | Jonathan Milan | 3 min 59 s 153 (RM) | Josh Charlton                                                                                     | 4 min 0 s 232  | Daniel Bigham                                                                                     | 4 min 3 s 807  |
| Poursuite par équipes résultats détaillés      | Danemark- Tobias Aagaard Hansen - Carl-Frederik Bévort - Niklas Larsen - Frederik Rodenberg - Rasmus Pedersen (q) | 3 min 45 s 642      | Grande-Bretagne- Ethan Hayter - Josh Charlton - Charlie Tanfield - Oliver Wood - Rhys Britton (q) | 3 min 45 s 963 | Allemagne- Tim Torn Teutenberg - Benjamin Boos - Ben Felix Jochum - Bruno Keßler - Felix Groß (q) | 3 min 52 s 707 |
| Course aux points résultats détaillés          | Sebastián Mora | 70 pts              | Niklas Larsen                                                                                     | 69 pts         | Philip Heijnen                                                                                    | 65 pts         |
| Américaine résultats détaillés                 | Allemagne- Roger Kluge - Tim Torn Teutenberg                                                                      | 76 pts              | Belgique- Lindsay De Vylder - Fabio Van den Bossche                                               | 60 pts         | Danemark- Niklas Larsen - Michael Mørkøv                                                          | 59 pts         |
| Scratch résultats détaillés                    | Kazushige Kuboki                                                                                                  |                     | Tobias Aagaard Hansen                                                                             |                | Clément Petit                                                                                     |                |
| Omnium résultats détaillés                     | Lindsay De Vylder                                                                                                 | 150 pts             | Simone Consonni                                                                                   | 138 pts        | Yanne Dorenbos                                                                                    | 128 pts        |
| Course à l'élimination résultats détaillés     | Tobias Aagaard Hansen                                                                                             |                     | Elia Viviani                                                                                      |                | Dylan Bibic                                                                                       |                |

### Femmes
| Épreuves                                        | Or                                                                                                 | Or             | Argent                                                                                                 | Argent         | Bronze                                                                                                   | Bronze         |
| ----------------------------------------------- | -------------------------------------------------------------------------------------------------- | -------------- | --- | -------------- | --- | -------------- |
| 500 mètres contre-la-montre résultats détaillés | Yana Burlakova                                                                                     | 32 s 863       | Sophie Capewell                                                                                        | 33 s 010       | Katy Marchant                                                                                            | 33 s 119       |
| Keirin résultats détaillés                      | Mina Sato                                                                                          |                | Hetty van de Wouw                                                                                      |                | Katy Marchant                                                                                            |                |
| Vitesse individuelle résultats détaillés        | Emma Finucane                                                                                      |                | Hetty van de Wouw                                                                                      |                | Mina Sato                                                                                                |                |
| Vitesse par équipes résultats détaillés         | Grande-Bretagne- Sophie Capewell - Emma Finucane - Katy Marchant                                   | 45 s 949       | Pays-Bas- Kimberly Kalee - Hetty van de Wouw - Steffie van der Peet - Kyra Lamberink (q)               | 46 s 593       | Australie- Kristina Clonan - Alessia McCaig - Molly McGill                                               | 47 s 358       |
| Poursuite résultats détaillés                   | Anna Morris                                                                                        | 3 min 16 s 560 | Chloé Dygert                                                                                           | 3 min 16 s 877 | Bryony Botha                                                                                             | 3 min 21 s 086 |
| Poursuite par équipes résultats détaillés       | Grande-Bretagne- Katie Archibald - Megan Barker - Josie Knight - Anna Morris - Jessica Roberts (q) |                | Allemagne- Franziska Brauße - Lisa Klein - Mieke Kröger - Lena Charlotte Reißner - Laura Süßemilch (q) |                | Italie- Martina Fidanza - Chiara Consonni - Martina Alzini - Vittoria Guazzini - Letizia Paternoster (q) |                |
| Course aux points résultats détaillés           | Julie Leth                                                                                         | 43 pts         | Lotte Kopecky                                                                                          | 40 pts         | Lara Gillespie                                                                                           | 39 pts         |
| Américaine résultats détaillés                  | Danemark- Amalie Dideriksen - Julie Leth                                                           | 46 pts         | France- Victoire Berteau - Marion Borras                                                               | 43 pts         | Grande-Bretagne- Katie Archibald - Neah Evans                                                            | 'é pts         |
| Scratch résultats détaillés                     | Lorena Wiebes                                                                                      |                | Jennifer Valente                                                                                       |                | Ally Wollaston                                                                                           |                |
| Omnium résultats détaillés                      | Ally Wollaston                                                                                     | 131 pts        | Jessica Roberts                                                                                        | 119 pts        | Anita Stenberg                                                                                           | 110 pts        |
| Course à l'élimination résultats détaillés      | Ally Wollaston                                                                                     |                | Lotte Kopecky                                                                                          |                | Jennifer Valente                                                                                         |                |

## Résultats détaillés

### Hommes

#### Kilomètre
Les huit coureurs les plus rapides se qualifient pour la finale (Q).
| Rang | Coureur              | Pays            | Temps           | Écart           | Notes           |
| ---- | -------------------- | --------------- | --------------- | --------------- | --------------- |
| 1    | Harrie Lavreysen     | Pays-Bas        | 57.468          |                 | Q               |
| 2    | Jeffrey Hoogland     | Pays-Bas        | 57.761          | +0.293          | Q               |
| 3    | Joseph Truman        | Grande-Bretagne | 58.667          | +1.199          | Q               |
| 4    | Cristian Ortega      | Colombie        | 59.783          | +2.315          | Q               |
| 5    | Santiago Ramírez     | Colombie        | 1:00.081        | +2.613          | Q               |
| 6    | Thomas Cornish       | Australie       | 1:00.124        | +2.656          | Q               |
| 7    | Kirill Kurdidi       | Kazakhstan      | 1:00.417        | +2.949          | Q               |
| 8    | Robin Skivild        | Danemark        | 1:00.560        | +3.092          | Q               |
| 9    | Eliasz Bednarek      | Pologne         | 1:00.792        | +3.324          |                 |
| 10   | Melvin Landerneau    | France          | 1:00.850        | +3.382          |                 |
| 11   | Jakub Malášek        | Tchéquie        | 1:00.951        | +3.483          |                 |
| 12   | Dominik Topinka      | Tchéquie        | 1:01.223        | +3.587          |                 |
| 13   | Henric Hackmann      | Allemagne       | 1:01.055        | +3.755          |                 |
| 14   | Alejandro Martínez   | Espagne         | 1:01.577        | +4.109          |                 |
| 15   | Kazushige Kuboki     | Japon           | 1:01.712        | +4.244          |                 |
| 16   | Pete-Collin Flemming | Allemagne       | 1:01.932        | +4.464          |                 |
| 17   | Edgar Verdugo        | Mexique         | 1:02.008        | +4.540          |                 |
| 18   | Stefano Minuta       | Italie          | 1:02.013        | +4.545          |                 |
| 19   | David Elkathchoongo  | Inde            | 1:02.415        | +4.947          |                 |
| 20   | David Domonoske      | États-Unis      | 1:02.559        | +5.091          |                 |
| 21   | Johannes Myburgh     | Afrique du Sud  | 1:02.564        | +5.096          |                 |
| 22   | Konrad Burawski      | Pologne         | 1:02.654        | +5.186          |                 |
| –    | Matteo Bianchi       | Italie          | N'a pas terminé | N'a pas terminé | N'a pas terminé |

| Rang               | Coureur          | Pays            | Temps    | Écart  | Notes |
| ------------------ | ---------------- | --------------- | -------- | ------ | ----- |
| Médaille d'or      | Harrie Lavreysen | Pays-Bas        | 57.321   |        |       |
| Médaille d'argent  | Jeffrey Hoogland | Pays-Bas        | 58.252   | +0.931 |       |
| Médaille de bronze | Joseph Truman    | Grande-Bretagne | 58.669   | +1.348 |       |
| 4                  | Cristian Ortega  | Colombie        | 59.824   | +2.503 |       |
| 5                  | Santiago Ramírez | Colombie        | 1:00.055 | +2.734 |       |
| 6                  | Thomas Cornish   | Australie       | 1:00.197 | +2.876 |       |
| 7                  | Kirill Kurdidi   | Kazakhstan      | 1:00.853 | +3.532 |       |
| 8                  | Robin Skivild    | Danemark        | 1:00.926 | +3.605 |       |

#### Keirin
- Premier tour[5]

Les deux premiers coureurs de chaque série se qualifient pour les quarts de finale, tous les autres vont en repêchage.
| Rang | Cycliste         | Pays      | Écart  | Notes |
| ---- | ---------------- | --------- | ------ | ----- |
| 1    | Kevin Quintero   | Colombie  |        | Q     |
| 2    | Kento Yamasaki   | Japon     | +0.084 | Q     |
| 3    | To Cheuk Hei     | Hong Kong | +0.100 |       |
| 4    | Luca Spiegel     | Allemagne | +0.211 |       |
| 5    | Vasilijus Lendel | Lituanie  | +0.781 |       |

| Rang | Cycliste               | Pays      | Écart  | Notes |
| ---- | ---------------------- | --------- | ------ | ----- |
| 1    | Kaiya Ota              | Japon     |        | Q     |
| 2    | Mateusz Rudyk          | Pologne   | +0.038 | Q     |
| 3    | Cristian Ortega        | Colombie  | +0.140 |       |
| 4    | Ryan Elliott           | Australie | +0.478 |       |
| 5    | Muhammad Ridwan Sahrom | Malaisie  | +0.687 |       |

| Rang | Cycliste             | Pays            | Écart  | Notes |
| ---- | -------------------- | --------------- | ------ | ----- |
| 1    | Mikhail Iakovlev     | Israël          |        | Q     |
| 2    | Jeffrey Hoogland     | Pays-Bas        | +0.015 | Q     |
| 3    | Thomas Cornish       | Australie       | +0.141 |       |
| 4    | Jaïr Tjon En Fa      | Suriname        | +0.546 |       |
| 5    | Harry Ledingham-Horn | Grande-Bretagne | +0.578 |       |
| 6    | Kirill Kurdidi       | Kazakhstan      | +2.689 |       |

| Rang | Cycliste         | Pays              | Écart  | Notes |
| ---- | ---------------- | ----------------- | ------ | ----- |
| 1    | Harrie Lavreysen | Pays-Bas          |        | Q     |
| 2    | Nicholas Paul    | Trinité-et-Tobago | +0.054 | Q     |
| 3    | Santiago Ramírez | Colombie          | +0.084 |       |
| 4    | Kang Shih-feng   | Taipei chinois    | +0.835 |       |
| 5    | Martin Čechman   | Tchéquie          | +1.711 |       |

| Rang | Cycliste                     | Pays            | Écart  | Notes |
| ---- | ---------------------------- | --------------- | ------ | ----- |
| 1    | Shinji Nakano                | Japon           |        | Q     |
| 2    | Muhammad Shah Firdaus Sahrom | Malaisie        | +0.048 | Q     |
| 3    | Tijmen van Loon              | Pays-Bas        | +0.185 |       |
| 4    | James Hedgcock               | Canada          | +0.289 |       |
| 5    | Stefano Moro                 | Italie          | +0.617 |       |
| 6    | Hayden Norris                | Grande-Bretagne | +0.619 |       |

- Repêchages[6]

Les deux premiers coureurs de chaque série se qualifient pour les quarts de finale, les autres sont éliminés.
| Rang | Cycliste        | Pays            | Écart  | Notes |
| ---- | --------------- | --------------- | ------ | ----- |
| 1    | James Hedgcock  | Canada          |        | Q     |
| 2    | To Cheuk Hei    | Hong Kong       | +0.051 | Q     |
| 3    | Jaïr Tjon En Fa | Suriname        | +0.096 |       |
| 4    | Hayden Norris   | Grande-Bretagne | +0.503 |       |

| Rang | Cycliste         | Pays           | Écart  | Notes |
| ---- | ---------------- | -------------- | ------ | ----- |
| 1    | Cristian Ortega  | Colombie       |        | Q     |
| 2    | Kang Shih-feng   | Taipei chinois | +0.228 | Q     |
| 3    | Vasilijus Lendel | Lituanie       | +0.252 |       |
| 4    | Kirill Kurdidi   | Kazakhstan     | +0.664 |       |

| Rang | Cycliste             | Pays            | Écart  | Notes |
| ---- | -------------------- | --------------- | ------ | ----- |
| 1    | Harry Ledingham-Horn | Grande-Bretagne |        | Q     |
| 2    | Santiago Ramírez     | Colombie        | +0.040 | Q     |
| 3    | Luca Spiegel         | Allemagne       | +0.104 |       |
| 4    | Ryan Elliott         | Australie       | +0.615 |       |

| Rang | Cycliste               | Pays      | Écart  | Notes |
| ---- | ---------------------- | --------- | ------ | ----- |
| 1    | Thomas Cornish         | Australie |        | Q     |
| 2    | Stefano Moro           | Italie    | +0.008 | Q     |
| 3    | Martin Čechman         | Tchéquie  | +0.164 |       |
| 4    | Tijmen van Loon        | Pays-Bas  | +0.171 |       |
| 5    | Muhammad Ridwan Sahrom | Malaisie  | +0.562 |       |

- Quarts de finale[7]

Les quatre premiers coureurs de chaque série se qualifient pour les demi-finales, les autres sont éliminés.
| Rang | Cycliste             | Pays              | Écart  | Notes |
| ---- | -------------------- | ----------------- | ------ | ----- |
| 1    | Shinji Nakano        | Japon             |        | Q     |
| 2    | Kevin Quintero       | Colombie          | +0.099 | Q     |
| 3    | Stefano Moro         | Italie            | +0.391 | Q     |
| 4    | Harry Ledingham-Horn | Grande-Bretagne   | +0.545 | Q     |
| 5    | Thomas Cornish       | Australie         | +0.577 |       |
| 6    | Nicholas Paul        | Trinité-et-Tobago | +0.656 |       |

| Rang | Cycliste               | Pays      | Écart  | Notes |
| ---- | ---------------------- | --------- | ------ | ----- |
| 1    | Mikhail Iakovlev       | Israël    |        | Q     |
| 2    | Jeffrey Hoogland       | Pays-Bas  | +0.053 | Q     |
| 3    | Muhammad Ridwan Sahrom | Malaisie  | +0.082 | Q     |
| 4    | To Cheuk Hei           | Hong Kong | +0.180 | Q     |
| 5    | Kaiya Ota              | Japon     | +0.219 |       |
| 6    | Santiago Ramírez       | Colombie  | +0.243 |       |

| Rang | Cycliste         | Pays           | Écart  | Notes |
| ---- | ---------------- | -------------- | ------ | ----- |
| 1    | Harrie Lavreysen | Pays-Bas       |        | Q     |
| 2    | Mateusz Rudyk    | Pologne        | +0.021 | Q     |
| 3    | Kento Yamasaki   | Japon          | +0.073 | Q     |
| 4    | Kang Shih-feng   | Taipei chinois | +0.092 | Q     |
| 5    | Cristian Ortega  | Colombie       | +0.171 |       |
| 6    | James Hedgcock   | Canada         | +0.182 |       |

- Demi-finales[8]

Les trois premiers coureurs de chaque série se qualifient pour la finale, les autres vont en match de classement 7 à 12.
| Rang | Cycliste               | Pays      | Écart  | Notes |
| ---- | ---------------------- | --------- | ------ | ----- |
| 1    | Kevin Quintero         | Colombie  |        | Q     |
| 2    | Kento Yamasaki         | Japon     | +0.033 | Q     |
| 3    | Mateusz Rudyk          | Pologne   | +0.040 | Q     |
| 4    | Muhammad Ridwan Sahrom | Malaisie  | +0.129 |       |
| 5    | Shinji Nakano          | Japon     | +0.132 |       |
| 6    | To Cheuk Hei           | Hong Kong | +0.799 |       |

| Rang | Cycliste             | Pays            | Écart  | Notes |
| ---- | -------------------- | --------------- | ------ | ----- |
| 1    | Mikhail Iakovlev     | Israël          |        | Q     |
| 2    | Jeffrey Hoogland     | Pays-Bas        |        | Q     |
| 3    | Harry Ledingham-Horn | Grande-Bretagne | +0.108 | Q     |
| 4    | Harrie Lavreysen     | Pays-Bas        | +0.251 |       |
| 5    | Stefano Moro         | Italie          | +1.227 |       |
| 6    | Kang Shih-feng       | Taipei chinois  | +1.481 |       |

| Rang               | Coureur                | Pays            | Écart | Notes |
| ------------------ | ---------------------- | --------------- | ----- | ----- |
| Finale 1-6         |                        |                 |       |       |
| Médaille d'or      | Kento Yamasaki         | Japon           |       |       |
| Médaille d'argent  | Mikhail Iakovlev       | Israël          |       |       |
| Médaille de bronze | Kevin Quintero         | Colombie        |       |       |
| 4                  | Harry Ledingham-Horn   | Grande-Bretagne |       |       |
| 5                  | Mateusz Rudyk          | Pologne         |       |       |
| 6                  | Jeffrey Hoogland       | Pays-Bas        |       |       |
| Finale 7-12        |                        |                 |       |       |
| 7                  | Shinji Nakano          | Japon           |       |       |
| 8                  | Harrie Lavreysen       | Pays-Bas        |       |       |
| 9                  | Muhammad Ridwan Sahrom | Malaisie        |       |       |
| 10                 | Stefano Moro           | Italie          |       |       |
| 11                 | Kang Shih-feng         | Taipei chinois  |       |       |
| 12                 | To Cheuk Hei           | Hong Kong       |       |       |

#### Vitesse individuelle
| Rang | Coureur                      | Pays              | Temps  | Écart  | Notes |
| ---- | ---------------------------- | ----------------- | ------ | ------ | ----- |
| 1    | Harrie Lavreysen             | Pays-Bas          | 9.306  |        | Q     |
| 2    | Mikhail Iakovlev             | Israël            | 9.404  | +0.098 | Q     |
| 3    | Nicholas Paul                | Trinité-et-Tobago | 9.499  | +0.193 | Q     |
| 4    | Leigh Hoffman                | Australie         | 9.505  | +0.199 | Q     |
| 5    | Kaiya Ota                    | Japon             | 9.585  | +0.279 | Q     |
| 6    | Mateusz Rudyk                | Pologne           | 9.595  | +0.289 | Q     |
| 7    | Jeffrey Hoogland             | Pays-Bas          | 9.610  | +0.304 | Q     |
| 8    | Yuta Obara                   | Japon             | 9.649  | +0.343 | Q     |
| 9    | Cristian Ortega              | Colombie          | 9.706  | +0.400 | Q     |
| 10   | Shinji Nakano                | Japon             | 9.711  | +0.405 | Q     |
| 11   | Joseph Truman                | Grande-Bretagne   | 9.721  | +0.415 | Q     |
| 12   | Ryan Dodyk                   | Canada            | 9.756  | +0.450 | Q     |
| 13   | Vasilijus Lendel             | Lituanie          | 9.827  | +0.521 | Q     |
| 14   | Tijmen van Loon              | Pays-Bas          | 9.829  | +0.523 | Q     |
| 15   | Luca Spiegel                 | Allemagne         | 9.830  | +0.524 | Q     |
| 16   | Tyler Rorke                  | Canada            | 9.852  | +0.546 | Q     |
| 17   | Kevin Quintero               | Colombie          | 9.857  | +0.551 | Q     |
| 18   | Jaïr Tjon En Fa              | Suriname          | 9.903  | +0.597 | Q     |
| 19   | Sándor Szalontay             | Hongrie           | 9.905  | +0.599 | Q     |
| 20   | Martin Čechman               | Tchéquie          | 9.917  | +0.611 | Q     |
| 21   | Mattia Predomo               | Italie            | 9.938  | +0.632 | Q     |
| 22   | Muhammad Shah Firdaus Sahrom | Malaisie          | 9.940  | +0.634 | Q     |
| 23   | Stefano Moro                 | Italie            | 9.943  | +0.637 | Q     |
| 24   | Marcus Hiley                 | Grande-Bretagne   | 9.950  | +0.644 | Q     |
| 25   | Muhammad Ridwan Sahrom       | Malaisie          | 10.004 | +0.698 | Q     |
| 26   | Kang Shih-feng               | Taipei chinois    | 10.052 | +0.746 | Q     |
| 27   | Ryan Elliott                 | Australie         | 10.075 | +0.769 | Q     |
| 28   | Ronaldo Laitonjam            | Inde              | 10.092 | +0.786 | Q     |
| 29   | Henric Hackmann              | Allemagne         | 10.179 | +0.873 |       |
| 30   | To Cheuk Hei                 | Hong Kong         | 10.267 | +0.961 |       |

| Série | Rang | Coureur                      | Pays            | Temps  | Notes |
| ----- | ---- | ---------------------------- | --------------- | ------ | ----- |
| 1     | 1    | Kaiya Ota                    | Japon           |        | Q     |
| 1     | 2    | Ronaldo Laitonjam            | Inde            | +0.023 |       |
| 2     | 1    | Mateusz Rudyk                | Pologne         |        | Q     |
| 2     | 2    | Ryan Elliott                 | Australie       | +0.068 |       |
| 3     | 1    | Jeffrey Hoogland             | Pays-Bas        |        | Q     |
| 3     | 2    | Kang Shih-feng               | Taipei chinois  | +0.179 |       |
| 4     | 1    | Yuta Obara                   | Japon           |        | Q     |
| 4     | 2    | Muhammad Ridwan Sahrom       | Malaisie        | +0.079 |       |
| 5     | 1    | Cristian Ortega              | Colombie        |        | Q     |
| 5     | 2    | Marcus Hiley                 | Grande-Bretagne | +0.159 |       |
| 6     | 1    | Shinji Nakano                | Japon           |        | Q     |
| 6     | 2    | Stefano Moro                 | Italie          | +0.085 |       |
| 7     | 1    | Joseph Truman                | Grande-Bretagne |        | Q     |
| 7     | 2    | Muhammad Shah Firdaus Sahrom | Malaisie        | +0.179 |       |
| 8     | 1    | Mattia Predomo               | Italie          |        | Q     |
| 8     | 2    | Ryan Dodyk                   | Canada          | +0.039 |       |
| 9     | 1    | Vasilijus Lendel             | Lituanie        |        | Q     |
| 9     | 2    | Martin Čechman               | Tchéquie        | +0.314 |       |
| 10    | 1    | Tijmen van Loon              | Pays-Bas        |        | Q     |
| 10    | 2    | Sándor Szalontay             | Hongrie         | +0.322 |       |
| 11    | 1    | Jaïr Tjon En Fa              | Suriname        |        | Q     |
| 11    | 2    | Luca Spiegel                 | Allemagne       | +0.043 |       |
| 12    | 1    | Tyler Rorke                  | Canada          |        | Q     |
| 12    | 2    | Kevin Quintero               | Colombie        | +0.123 |       |

| Série | Rang | Coureur          | Pays              | Temps  | Notes |
| ----- | ---- | ---------------- | ----------------- | ------ | ----- |
| 1     | 1    | Harrie Lavreysen | Pays-Bas          |        | Q     |
| 1     | 2    | Tyler Rorke      | Canada            | +0.050 |       |
| 2     | 1    | Mikhail Iakovlev | Israël            |        | Q     |
| 2     | 2    | Jaïr Tjon En Fa  | Suriname          | +0.116 |       |
| 3     | 1    | Nicholas Paul    | Trinité-et-Tobago |        | Q     |
| 3     | 2    | Tijmen van Loon  | Pays-Bas          | +0.099 |       |
| 4     | 1    | Leigh Hoffman    | Australie         |        | Q     |
| 4     | 2    | Vasilijus Lendel | Lituanie          | +1.160 |       |
| 5     | 1    | Kaiya Ota        | Japon             |        | Q     |
| 5     | 2    | Mattia Predomo   | Italie            | +0.096 |       |
| 6     | 1    | Joseph Truman    | Grande-Bretagne   |        | Q     |
| 6     | 2    | Mateusz Rudyk    | Pologne           | +0.180 |       |
| 7     | 1    | Jeffrey Hoogland | Pays-Bas          |        | Q     |
| 7     | 2    | Shinji Nakano    | Japon             | +0.051 |       |
| 8     | 1    | Yuta Obara       | Japon             |        | Q     |
| 8     | 2    | Cristian Ortega  | Colombie          | +0.039 |       |

| Série | Rang | Coureur          | Pays              | Manche 1 | Manche 2 | Manche 3 | Notes |
| ----- | ---- | ---------------- | ----------------- | -------- | -------- | -------- | ----- |
| 1     | 1    | Harrie Lavreysen | Pays-Bas          | X        | X        |          | Q     |
| 1     | 2    | Yuta Obara       | Japon             | +0.309   | +0.118   |          |       |
| 2     | 1    | Jeffrey Hoogland | Pays-Bas          | X        | +0.006   | X        | Q     |
| 2     | 2    | Mikhail Iakovlev | Israël            | +3.722   | X        | +0.018   |       |
| 3     | 1    | Nicholas Paul    | Trinité-et-Tobago | X        | X        |          | Q     |
| 3     | 2    | Joseph Truman    | Grande-Bretagne   | +0.121   | +0.112   |          |       |
| 4     | 1    | Kaiya Ota        | Japon             | X        | X        |          | Q     |
| 4     | 2    | Leigh Hoffman    | Australie         | +0.055   | +0.186   |          |       |

| Série | Rang | Coureur          | Pays              | Manche 1 | Manche 2 | Manche 3 | Notes |
| ----- | ---- | ---------------- | ----------------- | -------- | -------- | -------- | ----- |
| 1     | 1    | Harrie Lavreysen | Pays-Bas          | X        | X        |          | Q     |
| 1     | 2    | Kaiya Ota        | Japon             | +0.132   | +0.042   |          |       |
| 2     | 1    | Jeffrey Hoogland | Pays-Bas          | +0.243   | X        | X        | Q     |
| 2     | 2    | Nicholas Paul    | Trinité-et-Tobago | X        | +0.169   | +9.721   |       |

| Rang                             | Coureur          | Pays              | Manche 1 | Manche 2 | Manche 3 |
| -------------------------------- | ---------------- | ----------------- | -------- | -------- | -------- |
| Match pour la médaille d'or      |                  |                   |          |          |          |
| Médaille d'or                    | Harrie Lavreysen | Pays-Bas          | X        | X        |          |
| Médaille d'argent                | Jeffrey Hoogland | Pays-Bas          | +1.026   | +0.150   |          |
| Match pour la médaille de bronze |                  |                   |          |          |          |
| Médaille de bronze               | Kaiya Ota        | Japon             | X        | X        |          |
| 4                                | Nicholas Paul    | Trinité-et-Tobago | +0.409   | +0.217   |          |

#### Vitesse par équipes
Légende
- Q : qualifiés pour le premier tour
- QG : qualifiés pour la finale A
- QB : qualifiés pour la finale B

Lors du tour de qualification, les 8 meilleures équipes se qualifient pour le 1er tour (Q). Au cours de celui-ci, les séries se courent selon le rang occupé à l'issue des qualifications : 4e contre 5e, 3e contre 6e, 2e contre 7e et 1re contre 8e. Les vainqueurs de chaque série sont classés en fonction de leur temps : les deux meilleures équipes se qualifient pour la finale (QG) et les deux autres pour le match pour la médaille de bronze (QB).
| Rang | Équipe                                                           | Temps  | Écart  | Notes |
| ---- | ---------------------------------------------------------------- | ------ | ------ | ----- |
| 1    | Pays-Bas Roy van den Berg Harrie Lavreysen Jeffrey Hoogland      | 42.589 |        | Q     |
| 2    | Australie Ryan Elliott Leigh Hoffman Thomas Cornish              | 42.993 | +0.404 | Q     |
| 3    | Japon Yoshitaku Nagasako Kaiya Ota Yuta Obara                    | 42.998 | +0.409 | Q     |
| 4    | Grande-Bretagne Joseph Truman Hayden Norris Harry Ledingham-Horn | 43.030 | +0.441 | Q     |
| 5    | France Sébastien Vigier Rayan Helal Melvin Landerneau            | 43.493 | +0.904 | Q     |
| 6    | Colombie Ruben Murillo Kevin Quintero Santiago Ramírez           | 43.852 | +1.263 | Q     |
| 7    | Italie Stefano Minuta Mattia Predomo Matteo Bianchi              | 43.906 | +1.317 | Q     |
| 8    | Allemagne Nik Schröter Luca Spiegel Pete-Collin Flemming         | 44.186 | +1.597 | Q     |
| 9    | Canada Tyler Rorke Ryan Dodyk James Hedgcock                     | 44.203 | +1.614 |       |
| 10   | Tchéquie Matěj Bohuslávek Dominik Topinka Martin Čechman         | 44.245 | +1.656 |       |
| 11   | Pologne Daniel Rochna Konrad Burawski Maciej Bielecki            | 44.488 | +1.899 |       |
| 12   | Espagne José Moreno Alejandro Martínez Ekain Jiménez             | 44.563 | +1.974 |       |
| 13   | Mexique Ridley Malo Jafet López Edgar Verdugo                    | 45.089 | +2.500 |       |
| 14   | Inde Rojit Singh Esow Alben Ronaldo Laitonjam                    | 45.095 | +2.506 |       |
| 15   | Ukraine Valentyn Varharakyn Bohdan Danylchuk Vladyslav Denysenko | 45.534 | +2.945 |       |

| Série | Rang | Équipe                                                           | Temps  | Notes |
| ----- | ---- | ---------------------------------------------------------------- | ------ | ----- |
| 1     | 1    | Grande-Bretagne Joseph Truman Hayden Norris Harry Ledingham-Horn | 42.888 | QB    |
| 1     | 2    | France Sébastien Vigier Rayan Helal Melvin Landerneau            | 43.026 |       |
| 2     | 1    | Japon Yoshitaku Nagasako Kaiya Ota Yuta Obara                    | 42.744 | QB    |
| 2     | 2    | Colombie Rubén Murillo Kevin Quintero Santiago Ramírez           | 43.389 |       |
| 3     | 1    | Australie Ryan Elliott Leigh Hoffman Thomas Cornish              | 42.617 | QG    |
| 3     | 2    | Italie Stefano Minuta Mattia Predomo Matteo Bianchi              | 44.042 |       |
| 4     | 1    | Pays-Bas Roy van den Berg Harrie Lavreysen Jeffrey Hoogland      | 42.260 | QG    |
| 4     | 2    | Allemagne Nik Schröter Luca Spiegel Henric Hackmann              | 43.714 |       |

| Rang                             | Équipe                                                          | Temps  | Écart  | Notes |
| -------------------------------- | --------------------------------------------------------------- | ------ | ------ | ----- |
| Match pour la médaille d'or      |                                                                 |        |        |       |
| Médaille d'or                    | Pays-Bas Roy van den Berg Harrie Lavreysen Jeffrey Hoogland     | 42.046 |        |       |
| Médaille d'argent                | Australie Ryan Elliott Leigh Hoffman Thomas Cornish             | 42.673 | +0.627 |       |
| Match pour la médaille de bronze |                                                                 |        |        |       |
| Médaille de bronze               | Japon Yoshitaku Nagasako Kaiya Ota Yuta Obara                   | 42.877 |        |       |
| 4                                | Grande-Bretagne Joseph Truman Marcus Hiley Harry Ledingham-Horn | 43.322 | +0.445 |       |

#### Poursuite individuelle
Légende
- Q : qualifié pour la finale A
- q : qualifié pour la finale B

| Rang | Coureur              | Pays                | Temps       | Écart       | Notes       |
| ---- | -------------------- | ------------------- | ----------- | ----------- | ----------- |
| 1    | Josh Charlton        | Grande-Bretagne     | 3:59.304    |             | Q, RM       |
| 2    | Jonathan Milan       | Italie              | 4:00.296    | +0.992      | Q           |
| 3    | Daniel Bigham        | Grande-Bretagne     | 4:01.671    | +2.367      | q           |
| 4    | Charlie Tanfield     | Grande-Bretagne     | 4:04.040    | +4.736      | q           |
| 5    | Noah Vandenbranden   | Belgique            | 4:04.470    | +5.166      |             |
| 6    | Ivo Oliveira         | Portugal            | 4:04.532    | +5.228      |             |
| 7    | Carl-Frederik Bévort | Danemark            | 4:04.858    | +5.554      |             |
| 8    | Anders Johnson       | États-Unis          | 4:08.623    | +9.319      |             |
| 9    | Valere Thiebaud      | Suisse              | 4:09.277    | +9.973      |             |
| 10   | Manlio Moro          | Italie              | 4:09.406    | +10.102     |             |
| 11   | Alex Vogel           | Suisse              | 4:13.018    | +13.714     |             |
| 12   | Brendan Rhim         | États-Unis          | 4:13.169    | +13.865     |             |
| 13   | Kacper Majewski      | Pologne             | 4:13.914    | +14.610     |             |
| 14   | Bruno Keßler         | Allemagne           | 4:14.021    | +14.717     |             |
| 15   | Ben Jochum           | Allemagne           | 4:14.982    | +15.678     |             |
| 16   | Chris Ernst          | Canada              | 4:15.701    | +16.397     |             |
| 17   | Sean Richardson      | Canada              | 4:19.193    | +19.889     |             |
| 18   | Shoi Matsuda         | Japon               | 4:19.908    | +20.604     |             |
| 19   | Mohammad Al Mutaiwei | Émirats arabes unis | 4:23.390    | +24.086     |             |
| 20   | Ilya Karabutov       | Kazakhstan          | 4:25.927    | +26.623     |             |
| –    | Thibaut Bernard      | Belgique            | Disqualifié | Disqualifié | Disqualifié |

| Course pour la médaille d'or      |                  |                 |             |        |
| Médaille d'or                     | Jonathan Milan   | Italie          | 3:59.153 RM |        |
| Médaille d'argent                 | Josh Charlton    | Grande-Bretagne | 4:00.232    | +1.079 |
| Course pour la médaille de bronze |                  |                 |             |        |
| Médaille de bronze                | Daniel Bigham    | Grande-Bretagne | 4:03.807    |        |
| 4                                 | Charlie Tanfield | Grande-Bretagne | 4:08.499    | +4.692 |

#### Poursuite par équipes
Légende
- Q : qualifiés pour le premier tour
- QG : qualifiés pour la finale A
- QB : qualifiés pour la finale B

Lors du tour de qualification, les 8 meilleures équipes se qualifient pour le 1er tour (Q).
Au premier tour, les équipes courent selon le rang occupé à l'issue des qualifications : 6 contre 7, 5 contre 8, 2 contre 3, 1 contre 4. Les vainqueurs des deux dernières séries (3 et 4) se qualifient pour la finale pour la médaille d'or (QG), tandis que les deux meilleurs temps parmi les six autres équipes se qualifient pour la finale pour la médaille de bronze (QB).
| Rang | Équipe                                                                              | Temps    | Écart   | Notes |
| ---- | ----------------------------------------------------------------------------------- | -------- | ------- | ----- |
| 1    | Grande-Bretagne Ethan Hayter Josh Charlton Charlie Tanfield Oliver Wood             | 3:48.759 |         | Q     |
| 2    | Danemark Carl-Frederik Bévort Niklas Larsen Frederik Rodenberg Rasmus Lund Pedersen | 3:48.983 | +0.224  | Q     |
| 3    | Suisse Noah Bogli Mats Poot Valère Thiébaud Alex Vogel                              | 3:55.084 | +6.325  | Q     |
| 4    | États-Unis Grant Koontz David Domonoske Anders Johnson Brendan Rhim                 | 3:55.745 | +6.986  | Q     |
| 5    | Allemagne Benjamin Boos Felix Groß Ben Jochum Bruno Keßler                          | 3:56.948 | +8.189  | Q     |
| 6    | Japon Naoki Kojima Shoki Kawano Kazushige Kuboki Shoi Matsuda                       | 3:57.300 | +8.541  | Q     |
| 7    | Canada Chris Ernst Mathias Guillemette Campbell Parrish Sean Richardson             | 3:58.379 | +9.520  | Q     |
| 8    | Chine Li Boan Wang Mengjie Yang Yang Zhang Jinyan                                   | 4:00.589 | +11.830 | Q     |
| 9    | Pologne Alan Banaszek Konrad Waliniak Filip Prokopyszyn Adam Woźniak                | 4:01.006 | +12.247 |       |
| 10   | Espagne Erik Martorell Joan Martí Bennassar Beñat Garaiar Álvaro Navas              | 4:01.705 | +12.946 |       |
| 11   | Italie Davide Boscaro Renato Favero Francesco Lamon Manlio Moro                     | 4:02.072 | +13.313 |       |

| Rang | Série | Équipe                                                                              | Temps    | Notes |
| ---- | ----- | ----------------------------------------------------------------------------------- | -------- | ----- |
| 1    | 1     | Japon Shunsuke Imamura Naoki Kojima Shoki Kawano Shoi Matsuda                       | 3:54.826 | QB    |
| 2    | 1     | Canada Chris Ernst Mathias Guillemette Campbell Parrish Sean Richardson             | 3:55.638 |       |
| 1    | 2     | Allemagne Benjamin Boos Felix Groß Ben Jochum Bruno Keßler                          | 3:54.252 | QB    |
| 2    | 2     | Chine Li Boan Wang Mengjie Yang Yang Zhang Jinyan                                   | 3:59.747 |       |
| 1    | 3     | Danemark Carl-Frederik Bévort Niklas Larsen Frederik Rodenberg Rasmus Lund Pedersen |          | QG    |
| 2    | 3     | Suisse Noah Bogli Luca Buhlmann Mats Poot Valère Thiébaud                           | 3:55.692 |       |
| 1    | 4     | Grande-Bretagne Ethan Hayter Rhys Britton Josh Charlton Charlie Tanfield            | 3:49.615 | QG    |
| 2    | 4     | États-Unis Grant Koontz David Domonoske Anders Johnson Brendan Rhim                 | 3:54.887 |       |

| Match pour la médaille d'or      |                                                                              |          |  |
| Médaille d'or                    | Danemark Tobias Hansen Carl-Frederik Bévort Niklas Larsen Frederik Rodenberg | 3:45.642 |  |
| Médaille d'argent                | Grande-Bretagne Ethan Hayter Josh Charlton Charlie Tanfield Oliver Wood      | 3:45.963 |  |
| Match pour la médaille de bronze |                                                                              |          |  |
| Médaille de bronze               | Allemagne Tim Torn Teutenberg Benjamin Boos Ben Jochum Bruno Keßler          | 3:52.707 |  |
| 4                                | Japon Shunsuke Imamura Naoki Kojima Kazushige Kuboki Shoi Matsuda            | Abandon  |  |

#### Course aux points
| Rang               | Coureur               | Pays            | Points au tour | Points au sprint | Total |
| ------------------ | --------------------- | --------------- | -------------- | ---------------- | ----- |
| Médaille d'or      | Sebastián Mora        | Espagne         | 40             | 30               | 70    |
| Médaille d'argent  | Niklas Larsen         | Danemark        | 60             | 9                | 69    |
| Médaille de bronze | Philip Heijnen        | Pays-Bas        | 40             | 25               | 65    |
| 4                  | Peter Moore           | États-Unis      | 40             | 8                | 48    |
| 5                  | Fabio Van den Bossche | Belgique        | 40             | 6                | 46    |
| 6                  | Mark Stewart          | Grande-Bretagne | 20             | 17               | 37    |
| 7                  | Diogo Narciso         | Portugal        | 20             | 16               | 36    |
| 8                  | Roger Kluge           | Allemagne       | 20             | 15               | 35    |
| 9                  | Naoki Kojima          | Japon           | 20             | 15               | 35    |
| 10                 | Tim Wafler            | Autriche        | 20             | 14               | 34    |
| 11                 | Clément Petit         | France          | 20             | 14               | 34    |
| 12                 | Vitaliy Hryniv        | Ukraine         | 20             | 5                | 25    |
| 13                 | Mathias Guillemette   | Canada          | 20             | 2                | 22    |
| 14                 | Adam Křenek           | Tchéquie        | 0              | 4                | 4     |
| 15                 | Martin Chren          | Slovaquie       | 0              | 1                | 1     |
| 16                 | Alisher Zhumakan      | Kazakhstan      | 0              | 1                | 0     |
| 17                 | Lukas Rüegg           | Suisse          | 0              | 0                | 0     |
| 18                 | Mow Ching Yin         | Hong Kong       | 0              | 0                | 0     |
| 19                 | Michele Scartezzini   | Italie          | 0              | 0                | 0     |
| 20                 | Bryan Gómez           | Colombie        | –20            | 4                | –16   |
| 21                 | Bertold Drijver       | Hongrie         | –20            | 1                | –19   |
| 22                 | Alon Yogev            | Israël          | –20            | 0                | –20   |
| 23                 | Konrad Waliniak       | Pologne         | –40            | 0                | –40   |

#### Américaine
| Rang               | Cyclistes                               | Pays            | Points au tour | Points au sprint | Total   |
| ------------------ | --------------------------------------- | --------------- | -------------- | ---------------- | ------- |
| Médaille d'or      | Roger Kluge Tim Torn Teutenberg         | Allemagne       | 40             | 36               | 76      |
| Médaille d'argent  | Lindsay De Vylder Fabio Van Den Bossche | Belgique        | 20             | 30               | 60      |
| Médaille de bronze | Niklas Larsen Michael Mørkøv            | Danemark        | 20             | 39               | 59      |
| 4                  | Ivo Oliveira Rui Oliveira               | Portugal        | 40             | 13               | 53      |
| 5                  | Ethan Hayter Mark Stewart               | Grande-Bretagne | 20             | 23               | 43      |
| 6                  | Yoeri Havik Vincent Hoppezak            | Pays-Bas        | 20             | 23               | 43      |
| 7                  | Simone Consonni Elia Viviani            | Italie          | 0              | 18               | 18      |
| 8                  | Lukas Rüegg Valere Thiebaud             | Suisse          | 0              | 10               | 10      |
| 9                  | Oscar Nilsson-Julien Clément Petit      | France          | 0              | 7                | 7       |
| 10                 | Shunsuke Imamura Kazushige Kuboki       | Japon           | −20            | 13               | −7      |
| 11                 | Denis Rugovac Jan Voneš                 | Tchéquie        | −20            | 13               | −7      |
| 12                 | Kelland O'Brien Blake Agnoletto         | Australie       | −40            | 24               | −16     |
| 13                 | Alan Banaszek Filip Prokopyszyn         | Pologne         | −60            | 0                | −60     |
| 14                 | Colby Lange Peter Moore                 | États-Unis      | −60            | 0                | −60     |
| –                  | Dylan Bibic Mathias Guillemette         | Canada          | Abandon        | Abandon          | Abandon |
| –                  | Erik Martorell Álvaro Navas             | Espagne         | Abandon        | Abandon          | Abandon |
| –                  | Chu Tsun-wai Tso Kai Kwong              | Hong Kong       | Abandon        | Abandon          | Abandon |
| –                  | Vladislav Loginov Alon Yogev            | Israël          | Abandon        | Abandon          | Abandon |

#### Scratch
| Rang               | Coureur               | Pays              | Tours   |
| ------------------ | --------------------- | ----------------- | ------- |
| Médaille d'or      | Kazushige Kuboki      | Japon             |         |
| Médaille d'argent  | Tobias Aagaard Hansen | Danemark          |         |
| Médaille de bronze | Clément Petit         | France            |         |
| 4                  | Vincent Hoppezak      | Pays-Bas          |         |
| 5                  | Jules Hesters         | Belgique          |         |
| 6                  | Noah Hobbs            | Grande-Bretagne   |         |
| 7                  | Filip Prokopyszyn     | Pologne           |         |
| 8                  | Kelland O'Brien       | Australie         |         |
| 9                  | Tim Torn Teutenberg   | Allemagne         |         |
| 10                 | Diogo Narciso         | Portugal          |         |
| 11                 | Alex Vogel            | Suisse            |         |
| 12                 | Sebastián Mora        | Espagne           |         |
| 13                 | Matyáš Koblížek       | Tchéquie          | −1      |
| 14                 | Martin Chren          | Slovaquie         | −1      |
| 15                 | Vladislav Loginov     | Israël            | −1      |
| 16                 | Elia Viviani          | Italie            | −1      |
| 17                 | Fernando Nava         | Mexique           | −1      |
| 18                 | Dylan Bibic           | Canada            | −1      |
| 19                 | Ilya Karabutov        | Kazakhstan        | −2      |
| 20                 | Colby Lange           | États-Unis        | −2      |
| 21                 | Chu Tsun-wai          | Hong Kong         | −2      |
| 22                 | Akil Campbell         | Trinité-et-Tobago | −2      |
| –                  | Terry Yudha Kusuma    | Indonésie         | Abandon |
| –                  | Vitaliy Hryniv        | Ukraine           | Abandon |

#### Omnium
| Rang | Coureur              | Pays              | Tours | Points sur l'épreuve |
| ---- | -------------------- | ----------------- | ----- | -------------------- |
| 1    | Yanne Dorenbos       | Pays-Bas          |       | 40                   |
| 2    | Simone Consonni      | Italie            |       | 38                   |
| 3    | Shunsuke Imamura     | Japon             |       | 36                   |
| 4    | Grant Koontz         | États-Unis        |       | 34                   |
| 5    | Rui Oliveira         | Portugal          |       | 32                   |
| 6    | Alan Banaszek        | Pologne           |       | 30                   |
| 7    | Simon Vitzthum       | Suisse            |       | 28                   |
| 8    | Tim Torn Teutenberg  | Allemagne         |       | 26                   |
| 9    | Tobias Hansen        | Danemark          |       | 24                   |
| 10   | Lindsay De Vylder    | Belgique          |       | 22                   |
| 11   | Dylan Bibic          | Canada            |       | 20                   |
| 12   | Ethan Hayter         | Grande-Bretagne   |       | 18                   |
| 13   | Oscar Nilsson-Julien | France            |       | 16                   |
| 14   | Sebastián Mora       | Espagne           |       | 14                   |
| 15   | Bernard Van Aert     | Indonésie         |       | 12                   |
| 16   | Jan Voneš            | Tchéquie          |       | 10                   |
| 17   | Bertold Drijver      | Hongrie           |       | 8                    |
| 18   | Liam Walsh           | Australie         |       | 6                    |
| 19   | Ramis Dinmukhametov  | Kazakhstan        |       | 4                    |
| 20   | Juan Esteban Arango  | Colombie          |       | 2                    |
| 21   | Fernando Nava        | Mexique           |       | 1                    |
| 22   | Harshveer Sekhon     | Inde              | –1    | 1                    |
| 23   | Tso Kai Kwong        | Hong Kong         | –1    | 1                    |
| 24   | Akil Campbell        | Trinité-et-Tobago | –1    | 1                    |

| Rang | Coureur              | Pays              | Points au tour | Points au sprint | Points total | Points sur l'épreuve |
| ---- | -------------------- | ----------------- | -------------- | ---------------- | ------------ | -------------------- |
| 1    | Oscar Nilsson-Julien | France            | 20             | 4                | 24           | 40                   |
| 2    | Yanne Dorenbos       | Pays-Bas          | 20             | 4                | 24           | 38                   |
| 3    | Ethan Hayter         | Grande-Bretagne   | 20             | 3                | 23           | 36                   |
| 4    | Lindsay De Vylder    | Belgique          | 20             | 2                | 22           | 34                   |
| 5    | Simon Vitzthum       | Suisse            | 20             | 1                | 21           | 32                   |
| 6    | Simone Consonni      | Italie            | 20             | 1                | 21           | 30                   |
| 7    | Sebastián Mora       | Espagne           | 0              | 6                | 6            | 28                   |
| 8    | Tobias Hansen        | Danemark          | 0              | 4                | 4            | 26                   |
| 9    | Rui Oliveira         | Portugal          | 0              | 3                | 3            | 24                   |
| 10   | Alan Banaszek        | Pologne           | 0              | 2                | 2            | 22                   |
| 11   | Dylan Bibic          | Canada            | 0              | 2                | 2            | 20                   |
| 12   | Tim Torn Teutenberg  | Allemagne         | 0              | 2                | 2            | 18                   |
| 13   | Liam Walsh           | Australie         | 0              | 1                | 1            | 16                   |
| 14   | Ramis Dinmukhametov  | Kazakhstan        | 0              | 1                | 1            | 14                   |
| 15   | Grant Koontz         | États-Unis        | 0              | 0                | 0            | 12                   |
| 16   | Jan Voneš            | Tchéquie          | 0              | 0                | 0            | 10                   |
| 17   | Fernando Nava        | Mexique           | 0              | 0                | 0            | 8                    |
| 18   | Shunsuke Imamura     | Japon             | 0              | 0                | 0            | 6                    |
| 19   | Tso Kai Kwong        | Hong Kong         | 0              | 0                | 0            | 4                    |
| 20   | Bernard Van Aert     | Indonésie         | 0              | 0                | 0            | 2                    |
| 21   | Juan Esteban Arango  | Colombie          | 0              | 0                | 0            | 1                    |
| 22   | Akil Campbell        | Trinité-et-Tobago | −20            | 0                | −20          | 1                    |
| 23   | Harshveer Sekhon     | Inde              | −40            | 0                | −40          | 1                    |
|      | Bertold Drijver      | Hongrie           | Abandon        | Abandon          | Abandon      | Abandon              |

| Rang | Coureur              | Pays              | Points sur l'épreuve |
| ---- | -------------------- | ----------------- | -------------------- |
| 1    | Ethan Hayter         | Grande-Bretagne   | 40                   |
| 2    | Rui Oliveira         | Portugal          | 38                   |
| 3    | Simone Consonni      | Italie            | 36                   |
| 4    | Yanne Dorenbos       | Pays-Bas          | 34                   |
| 5    | Dylan Bibic          | Canada            | 32                   |
| 6    | Sebastián Mora       | Espagne           | 30                   |
| 7    | Lindsay De Vylder    | Belgique          | 28                   |
| 8    | Tobias Hansen        | Danemark          | 26                   |
| 9    | Alan Banaszek        | Pologne           | 24                   |
| 10   | Simon Vitzthum       | Suisse            | 22                   |
| 11   | Oscar Nilsson-Julien | France            | 20                   |
| 12   | Liam Walsh           | Australie         | 18                   |
| 13   | Tim Torn Teutenberg  | Allemagne         | 16                   |
| 14   | Ramis Dinmukhametov  | Kazakhstan        | 14                   |
| 15   | Shunsuke Imamura     | Japon             | 12                   |
| 16   | Akil Campbell        | Trinité-et-Tobago | 10                   |
| 17   | Bernard Van Aert     | Indonésie         | 8                    |
| 18   | Fernando Nava        | Mexique           | 6                    |
| 19   | Jan Voneš            | Tchéquie          | 4                    |
| 20   | Juan Esteban Arango  | Colombie          | 2                    |
| 21   | Harshveer Sekhon     | Inde              | 1                    |
| 22   | Tso Kai Kwong        | Hong Kong         | 1                    |
| 23   | Grant Koontz         | États-Unis        | 1                    |

| Rang               | Coureur              | Pays              | Points au tour | Points au sprint | Points total |
| ------------------ | -------------------- | ----------------- | -------------- | ---------------- | ------------ |
| Médaille d'or      | Lindsay De Vylder    | Belgique          | 60             | 6                | 150          |
| Médaille d'argent  | Simone Consonni      | Italie            | 20             | 14               | 138          |
| Médaille de bronze | Yanne Dorenbos       | Pays-Bas          | 0              | 16               | 128          |
| 4                  | Oscar Nilsson-Julien | France            | 40             | 11               | 127          |
| 5                  | Ethan Hayter         | Grande-Bretagne   | 20             | 11               | 125          |
| 6                  | Rui Oliveira         | Portugal          | 20             | 10               | 124          |
| 7                  | Sebastián Mora       | Espagne           | 40             | 5                | 117          |
| 8                  | Tim Torn Teutenberg  | Allemagne         | 40             | 6                | 106          |
| 9                  | Simon Vitzthum       | Suisse            | 20             | 3                | 105          |
| 10                 | Alan Banaszek        | Pologne           | 20             | 2                | 98           |
| 11                 | Shunsuke Imamura     | Japon             | 40             | 4                | 98           |
| 12                 | Tobias Hansen        | Danemark          | 20             | 1                | 97           |
| 13                 | Grant Koontz         | États-Unis        | 20             | 20               | 87           |
| 14                 | Dylan Bibic          | Canada            | 0              | 3                | 75           |
| 15                 | Liam Walsh           | Australie         | 20             | 3                | 63           |
| 16                 | Jan Voneš            | Tchéquie          | 0              | 1                | 25           |
| 17                 | Fernando Nava        | Mexique           | 0              | 0                | 15           |
| 18                 | Ramis Dinmukhametov  | Kazakhstan        | −20            | 0                | 12           |
| 19                 | Juan Esteban Arango  | Colombie          | 0              | 5                | 10           |
| 20                 | Tso Kai Kwong        | Hong Kong         | 0              | 0                | 6            |
| 21                 | Bernard Van Aert     | Indonésie         | −20            | 0                | 2            |
| 22                 | Akil Campbell        | Trinité-et-Tobago | −40            | 0                | −28          |
| 23                 | Harshveer Sekhon     | Inde              | −40            | 0                | −77          |

#### Course à élimination
| Rang               | Coureur              | Pays              |
| ------------------ | -------------------- | ----------------- |
| Médaille d'or      | Tobias Hansen        | Danemark          |
| Médaille d'argent  | Elia Viviani         | Italie            |
| Médaille de bronze | Dylan Bibic          | Canada            |
| 4                  | Diogo Narciso        | Portugal          |
| 5                  | Mario Anguela        | Espagne           |
| 6                  | Noah Hobbs           | Grande-Bretagne   |
| 7                  | Adam Křenek          | Tchéquie          |
| 8                  | Jordan Parra         | Colombie          |
| 9                  | Tim Wafler           | Autriche          |
| 10                 | Adam Woźniak         | Pologne           |
| 11                 | Nicolò De Lisi       | Suisse            |
| 12                 | Akil Campbell        | Trinité-et-Tobago |
| 13                 | Blake Agnoletto      | Australie         |
| 14                 | Ramis Dinmukhametov  | Kazakhstan        |
| 15                 | Naoki Kojima         | Japon             |
| 16                 | Edibaldo Maldonado   | Mexique           |
| 17                 | Jules Hesters        | Belgique          |
| 18                 | Grant Koontz         | États-Unis        |
| 19                 | Benjamin Boos        | Allemagne         |
| 20                 | Terry Kusuma         | Indonésie         |
| 21                 | Harshveer Sekhon     | Inde              |
| 22                 | Pavol Rovder         | Slovaquie         |
| DSQ                | Jan-Willem van Schip | Pays-Bas          |

### Femmes

#### 500 mètres
Les 8 meilleures coureuses se qualifient pour la finale (Q).
| Rang | Coureuse                     | Pays                         | Temps  | Écart  | Notes |
| ---- | ---------------------------- | ---------------------------- | ------ | ------ | ----- |
| 1    | Yana Burlakova               | Athlètes individuels neutres | 33.002 |        | Q     |
| 2    | Sophie Capewell              | Grande-Bretagne              | 33.013 | +0.011 | Q     |
| 3    | Katy Marchant                | Grande-Bretagne              | 33.157 | +0.155 | Q     |
| 4    | Emma Finucane                | Grande-Bretagne              | 33.189 | +0.187 | Q     |
| 5    | Martha Bayona                | Colombie                     | 33.210 | +0.208 | Q     |
| 6    | Miriam Vece                  | Italie                       | 33.355 | +0.353 | Q     |
| 7    | Kristina Clonan              | Australie                    | 33.362 | +0.360 | Q     |
| 8    | Jiang Yulu                   | Chine                        | 33.368 | +0.366 | Q     |
| 9    | Alessia McCaig               | Australie                    | 33.709 | +0.707 |       |
| 10   | Kimberly Kalee               | Pays-Bas                     | 33.776 | +0.774 |       |
| 11   | Mathilde Gros                | France                       | 33.835 | +0.833 |       |
| 12   | Clara Schneider              | Allemagne                    | 34.035 | +1.033 |       |
| 13   | Yuan Liying                  | Chine                        | 34.271 | +1.269 |       |
| 14   | Molly McGill                 | Australie                    | 34.390 | +1.388 |       |
| 15   | Kyra Lamberink               | Pays-Bas                     | 34.398 | +1.396 |       |
| 16   | Paulina Petri                | Pologne                      | 34.458 | +1.456 |       |
| 17   | Nurul Izzah Izzati Mohd Asri | Malaisie                     | 34.548 | +1.546 |       |
| 18   | Alessa-Catriona Pröpster     | Allemagne                    | 34.779 | +1.777 |       |
| 19   | Nikola Seremak               | Pologne                      | 34.806 | +1.804 |       |
| 20   | Jessica Salazar              | Mexique                      | 34.851 | +1.849 |       |
| 21   | Marith Vanhove               | Belgique                     | 35.050 | +2.048 |       |
| 22   | Yeung Cho Yi                 | Hong Kong                    | 35.335 | +2.333 |       |
| 23   | Anis Amira Rosidi            | Malaisie                     | 36.044 | +3.042 |       |

| Rang               | Coureuse        | Pays                         | Temps  | Écart  | Notes |
| ------------------ | --------------- | ---------------------------- | ------ | ------ | ----- |
| Médaille d'or      | Yana Burlakova  | Athlètes individuels neutres | 32.863 |        |       |
| Médaille d'argent  | Sophie Capewell | Grande-Bretagne              | 33.010 | +0.147 |       |
| Médaille de bronze | Katy Marchant   | Grande-Bretagne              | 33.119 | +0.256 |       |
| 4                  | Emma Finucane   | Grande-Bretagne              | 33.178 | +0.315 |       |
| 5                  | Martha Bayona   | Colombie                     | 33.211 | +0.348 |       |
| 6                  | Kristina Clonan | Australie                    | 33.247 | +0.384 |       |
| 7                  | Miriam Vece     | Italie                       | 33.419 | +0.556 |       |
| 8                  | Jiang Yulu      | Chine                        | 33.779 | +0.916 |       |

#### Keirin
- Premier tour[29]

Les deux premières coureuses de chaque série se qualifient pour les quarts de finale, toutes les autres vont en repêchage.
| Rang | Cycliste                     | Pays      | Écart  | Notes |
| ---- | ---------------------------- | --------- | ------ | ----- |
| 1    | Martha Bayona                | Colombie  |        | Q     |
| 2    | Fuko Umekawa                 | Japon     | +0.033 | Q     |
| 3    | Nurul Izzah Izzati Mohd Asri | Malaisie  | +0.094 |       |
| 4    | Kristina Clonan              | Australie | +0.201 |       |
| 5    | Marlena Karwacka             | Pologne   | +1.564 |       |

| Rang | Cycliste                 | Pays      | Écart          | Notes          |
| ---- | ------------------------ | --------- | -------------- | -------------- |
| 1    | Hetty van de Wouw        | Pays-Bas  |                | Q              |
| 2    | Veronika Jaborníková     | Tchéquie  | +0.298         | Q              |
| 3    | Wang Lijuan              | Chine     | +0.462         |                |
| 4    | Anis Amira Rosidi        | Malaisie  | +0.890         |                |
| –    | Alessa-Catriona Pröpster | Allemagne | Did not finish | Did not finish |

| Rang | Cycliste        | Pays            | Écart         | Notes         |
| ---- | --------------- | --------------- | ------------- | ------------- |
| 1    | Katy Marchant   | Grande-Bretagne |               | Q             |
| 2    | Daniela Gaxiola | Mexique         | +0.112        | Q             |
| 3    | Alla Biletska   | Ukraine         | +0.208        |               |
| 4    | Ng Sze Wing     | Hong Kong       | +1.008        |               |
| –    | Molly McGill    | Australie       | Did not start | Did not start |

| Rang | Cycliste             | Pays            | Écart  | Notes |
| ---- | -------------------- | --------------- | ------ | ----- |
| 1    | Emma Finucane        | Grande-Bretagne |        | Q     |
| 2    | Alessia McCaig       | Australie       | +0.235 | Q     |
| 3    | Steffie van der Peet | Pays-Bas        | +0.444 |       |
| 4    | Clara Schneider      | Allemagne       | +0.520 |       |
| 5    | Miriam Vece          | Italie          | +1.725 |       |

| Rang | Cycliste      | Pays      | Écart  | Notes |
| ---- | ------------- | --------- | ------ | ----- |
| 1    | Mathilde Gros | France    |        | Q     |
| 2    | Mina Sato     | Japon     | +0.019 | Q     |
| 3    | Helena Casas  | Espagne   | +0.317 |       |
| 4    | Yeung Cho Yiu | Hong Kong | +0.332 |       |
| 5    | Urszula Łoś   | Pologne   | +0.612 |       |

- Repêchages[30]

| Rang | Cycliste                     | Pays      | Écart  | Notes |
| ---- | ---------------------------- | --------- | ------ | ----- |
| 1    | Nurul Izzah Izzati Mohd Asri | Malaisie  |        | Q     |
| 2    | Yeung Cho Yiu                | Hong Kong | +0.126 | Q     |
| 3    | Urszula Łoś                  | Pologne   | +0.232 |       |

| Rang | Cycliste         | Pays      | Écart  | Notes |
| ---- | ---------------- | --------- | ------ | ----- |
| 1    | Clara Schneider  | Allemagne |        | Q     |
| 2    | Wang Lijuan      | Chine     | +0.046 | Q     |
| 3    | Marlena Karwacka | Pologne   | +0.154 |       |
| 4    | Ng Sze Wing      | Hong Kong | +0.30  |       |

| Rang | Cycliste             | Pays      | Écart  | Notes |
| ---- | -------------------- | --------- | ------ | ----- |
| 1    | Kristina Clonan      | Australie |        | Q     |
| 2    | Steffie van der Peet | Pays-Bas  | +0.018 | Q     |
| 3    | Anis Amira Rosidi    | Malaisie  | 1.560  |       |

| Rang | Cycliste                 | Pays      | Écart  | Notes |
| ---- | ------------------------ | --------- | ------ | ----- |
| 1    | Alessa-Catriona Pröpster | Allemagne |        | Q     |
| 2    | Miriam Vece              | Italie    | +0.014 | Q     |
| 3    | Alla Biletska            | Ukraine   | +0.150 |       |
| 4    | Helena Casas             | Espagne   | +0.182 |       |

- Quarts de finale[31]

Les quatre premières coureuses de chaque série se qualifient pour les demi-finales, les autres sont éliminées.
| Rang | Cycliste             | Pays      | Écart  | Notes |
| ---- | -------------------- | --------- | ------ | ----- |
| 1    | Martha Bayona        | Colombie  |        | Q     |
| 2    | Miriam Vece          | Italie    | +0.502 | Q     |
| 3    | Steffie van der Peet | Pays-Bas  | +0.613 | Q     |
| 4    | Alessia McCaig       | Australie | +0.676 | Q     |
| 5    | Mathilde Gros        | France    | +0.700 |       |
| 6    | Clara Schneider      | Allemagne | +0.951 |       |

| Rang | Cycliste          | Pays            | Écart  | Notes |
| ---- | ----------------- | --------------- | ------ | ----- |
| 1    | Katy Marchant     | Grande-Bretagne |        | Q     |
| 2    | Hetty van de Wouw | Pays-Bas        | +0.175 | Q     |
| 3    | Mina Sato         | Japon           | +0.245 | Q     |
| 4    | Yeung Cho Yiu     | Hong Kong       | +0.396 | Q     |
| 5    | Kristina Clonan   | Australie       | +0.408 |       |
| 6    | Daniela Gaxiola   | Mexique         | +0.747 |       |

| Rang | Cycliste                     | Pays            | Écart  | Notes |
| ---- | ---------------------------- | --------------- | ------ | ----- |
| 1    | Emma Finucane                | Grande-Bretagne |        | Q     |
| 2    | Wang Lijuan                  | Chine           | +0.073 | Q     |
| 3    | Nurul Izzah Izzati Mohd Asri | Malaisie        | +0.076 | Q     |
| 4    | Fuko Umekawa                 | Japon           | +0.156 | Q     |
| 5    | Veronika Jaborníková         | Tchéquie        | +0.356 |       |
| 6    | Alessa-Catriona Pröpster     | Allemagne       | +1.487 |       |

- Demi-finales[32]

Les trois premières coureuses de chaque série se qualifient pour la finale, les autres vont en match de classement 7 à 12.
| Rang | Cycliste             | Pays            | Écart  | Notes |
| ---- | -------------------- | --------------- | ------ | ----- |
| 1    | Katy Marchant        | Grande-Bretagne |        | Q     |
| 2    | Steffie van der Peet | Pays-Bas        | +0.039 | Q     |
| 3    | Mina Sato            | Japon           | +0.144 | Q     |
| 4    | Martha Bayona        | Colombie        | +0.144 |       |
| 5    | Wang Lijuan          | Chine           | +0.157 |       |
| 6    | Yeung Cho Yiu        | Hong Kong       | +2.226 |       |

| Rang | Cycliste                     | Pays            | Écart  | Notes |
| ---- | ---------------------------- | --------------- | ------ | ----- |
| 1    | Hetty van de Wouw            | Pays-Bas        |        | Q     |
| 2    | Emma Finucane                | Grande-Bretagne | +0.080 | Q     |
| 3    | Fuko Umekawa                 | Japon           | +0.099 | Q     |
| 4    | Miriam Vece                  | Italie          | +0.336 |       |
| 5    | Nurul Izzah Izzati Mohd Asri | Malaisie        | +0.463 |       |
| 6    | Alessia McCaig               | Australie       | +0.612 |       |

| Rang               | Coureuse                     | Pays            | Écart  | Notes |
| ------------------ | ---------------------------- | --------------- | ------ | ----- |
| Finale 1-6         |                              |                 |        |       |
| Médaille d'or      | Mina Sato                    | Japon           |        |       |
| Médaille d'argent  | Hetty van de Wouw            | Pays-Bas        | +0.102 |       |
| Médaille de bronze | Katy Marchant                | Grande-Bretagne | +0.106 |       |
| 4                  | Emma Finucane                | Grande-Bretagne | +0.118 |       |
| 5                  | Fuko Umekawa                 | Japon           | +0.191 |       |
| 6                  | Steffie van der Peet         | Pays-Bas        | +0.455 |       |
| Finale 7-12        |                              |                 |        |       |
| 7                  | Nurul Izzah Izzati Mohd Asri | Malaisie        |        |       |
| 8                  | Wang Lijuan                  | Chine           |        |       |
| 9                  | Martha Bayona                | Colombie        | +0.201 |       |
| 10                 | Miriam Vece                  | Italie          | +0.093 |       |
| 11                 | Alessia McCaig               | Australie       | +0.369 |       |
| 12                 | Yeung Cho Yiu                | Hong Kong       | +0.455 |       |

#### Vitesse individuelle
| Rang | Cycliste                     | Pays            | Temps  | Écart  | Notes |
| ---- | ---------------------------- | --------------- | ------ | ------ | ----- |
| 1    | Emma Finucane                | Grande-Bretagne | 10.377 |        |       |
| 2    | Sophie Capewell              | Grande-Bretagne | 10.382 | +0.005 | Q     |
| 3    | Katy Marchant                | Grande-Bretagne | 10.431 | +0.054 | Q     |
| 4    | Mathilde Gros                | France          | 10.464 | +0.087 | Q     |
| 5    | Mina Sato                    | Japon           | 10.552 | +0.175 | Q     |
| 6    | Hetty van de Wouw            | Pays-Bas        | 10.619 | +0.242 | Q     |
| 7    | Martha Bayona                | Colombie        | 10.660 | +0.283 | Q     |
| 8    | Tong Mengqi                  | Chine           | 10.728 | +0.351 | Q     |
| 9    | Yuan Liying                  | Chine           | 10.773 | +0.396 | Q     |
| 10   | Fuko Umekawa                 | Japon           | 10.790 | +0.413 | Q     |
| 11   | Miriam Vece                  | Italie          | 10.872 | +0.495 | Q     |
| 12   | Clara Schneider              | Allemagne       | 10.895 | +0.518 | Q     |
| 13   | Alla Biletska                | Ukraine         | 10.895 | +0.518 | Q     |
| 14   | Alessa-Catriona Pröpster     | Allemagne       | 10.917 | +0.540 | Q     |
| 15   | Steffie van der Peet         | Pays-Bas        | 10.948 | +0.571 | Q     |
| 16   | Sarah Orban                  | Canada          | 10.971 | +0.594 | Q     |
| 17   | Wang Lijuan                  | Chine           | 10.977 | +0.600 | Q     |
| 18   | Nikola Seremak               | Pologne         | 11.010 | +0.633 | Q     |
| 19   | Nurul Izzah Izzati Mohd Asri | Malaisie        | 11.055 | +0.678 | Q     |
| 20   | Paulina Petri                | Pologne         | 11.071 | +0.694 | Q     |
| 21   | Daniela Gaxiola              | Mexique         | 11.077 | +0.700 | Q     |
| 22   | Yuli Verdugo                 | Mexique         | 11.081 | +0.704 | Q     |
| 23   | Alessia McCaig               | Australie       | 11.083 | +0.706 | Q     |
| 24   | Veronika Jaborníková         | Slovaquie       | 11.084 | +0.707 | Q     |
| 25   | Molly McGill                 | Australie       | 11.127 | +0.750 | Q     |
| 26   | Oleksandra Lohviniuk         | Ukraine         | 11.140 | +0.763 | Q     |
| 27   | Jessica Salazar              | Mexique         | 11.291 | +0.914 | Q     |
| 28   | Anis Amira Rosidi            | Malaisie        | 11.305 | +0.928 | Q     |
| 29   | Ng Sze Wing                  | Hong Kong       | 11.347 | +0.970 |       |
| 30   | Yeung Cho Yiu                | Hong Kong       | 11.420 | +1.043 |       |
| 31   | Miglė Lendel                 | Lituanie        | 11.540 | +1.163 |       |

| Série | Rang | Cycliste                     | Pays      | Temps  | Notes |
| ----- | ---- | ---------------------------- | --------- | ------ | ----- |
| 1     | 1    | Mina Sato                    | Japon     |        | Q     |
| 1     | 2    | Anis Amira Rosidi            | Malaisie  | +0.242 |       |
| 2     | 1    | Hetty van de Wouw            | Pays-Bas  |        | Q     |
| 2     | 2    | Jessica Salazar              | Mexique   | +0.326 |       |
| 3     | 1    | Martha Bayona                | Colombie  |        | Q     |
| 3     | 2    | Oleksandra Lohviniuk         | Ukraine   | +0.340 |       |
| 4     | 1    | Tong Mengqi                  | Chine     |        | Q     |
| 4     | 2    | Molly McGill                 | Australie | +0.111 |       |
| 5     | 1    | Yuan Liying                  | Chine     |        | Q     |
| 5     | 2    | Veronika Jaborníková         | Slovaquie | +0.047 |       |
| 6     | 1    | Alessia McCaig               | Australie |        | Q     |
| 6     | 2    | Fuko Umekawa                 | Japon     | +0.022 |       |
| 7     | 1    | Miriam Vece                  | Italie    |        | Q     |
| 7     | 2    | Yuli Verdugo                 | Mexique   | +0.038 |       |
| 8     | 1    | Clara Schneider              | Allemagne |        | Q     |
| 8     | 2    | Daniela Gaxiola              | Mexique   | +0.050 |       |
| 9     | 1    | Paulina Petri                | Pologne   |        | Q     |
| 9     | 2    | Alla Biletska                | Ukraine   | +0.174 |       |
| 10    | 1    | Nurul Izzah Izzati Mohd Asri | Malaisie  |        | Q     |
| 10    | 2    | Alessa-Catriona Pröpster     | Allemagne | +0.023 |       |
| 11    | 1    | Steffie van der Peet         | Pays-Bas  |        | Q     |
| 11    | 2    | Nikola Seremak               | Pologne   | +0.167 |       |
| 12    | 1    | Wang Lijuan                  | Chine     |        | Q     |
| 12    | 2    | Sarah Orban                  | Canada    | +0.094 |       |

| Série | Rang | Cycliste                 | Pays            | Temps  | Notes |
| ----- | ---- | ------------------------ | --------------- | ------ | ----- |
| 1     | 1    | Emma Finucane            | Grande-Bretagne |        | Q     |
| 1     | 2    | Wang Lijuan              | Chine           | +0.559 |       |
| 2     | 1    | Sophie Capewell          | Grande-Bretagne |        | Q     |
| 2     | 2    | Steffie van der Peet     | Pays-Bas        | +0.152 |       |
| 3     | 1    | Katy Marchant            | Grande-Bretagne |        | Q     |
| 3     | 2    | Alessa-Catriona Pröpster | Allemagne       | +0.169 |       |
| 4     | 1    | Mathilde Gros            | France          |        | Q     |
| 4     | 2    | Paulina Petri            | Pologne         | +0.071 |       |
| 5     | 1    | Mina Sato                | Japon           |        | Q     |
| 5     | 2    | Clara Schneider          | Allemagne       | +0.243 |       |
| 6     | 1    | Hetty van de Wouw        | Pays-Bas        |        | Q     |
| 6     | 2    | Miriam Vece              | Italie          | +0.064 |       |
| 7     | 1    | Martha Bayona            | Colombie        |        | Q     |
| 7     | 2    | Alessia McCaig           | Australie       | +0.052 |       |
| 8     | 1    | Yuan Liying              | Chine           |        | Q     |
| 8     | 2    | Tong Mengqi              | Chine           | +0.230 |       |

| Série | Rang | Cycliste          | Pays            | Manche 1 | Manche 2 | Manche 3 | Notes |
| ----- | ---- | ----------------- | --------------- | -------- | -------- | -------- | ----- |
| 1     | 1    | Emma Finucane     | Grande-Bretagne | X        | X        |          | Q     |
| 1     | 2    | Yuan Liying       | Chine           | +0.243   | +0.509   |          |       |
| 2     | 1    | Sophie Capewell   | Grande-Bretagne | X        | X        |          | Q     |
| 2     | 2    | Martha Bayona     | Colombie        | +0.942   | +0.065   |          |       |
| 3     | 1    | Hetty van de Wouw | Pays-Bas        | +0.026   | X        | X        | Q     |
| 3     | 2    | Katy Marchant     | Grande-Bretagne | X        | +0.086   | +0.003   |       |
| 4     | 1    | Mina Sato         | Japon           | X        | X        |          | Q     |
| 4     | 2    | Mathilde Gros     | France          | +0.122   | +0.080   |          |       |

| Série | Rang | Cycliste          | Pays            | Manche 1 | Manche 2 | Manche 3 | Notes |
| ----- | ---- | ----------------- | --------------- | -------- | -------- | -------- | ----- |
| 1     | 1    | Emma Finucane     | Grande-Bretagne | X        | X        |          | Q     |
| 1     | 2    | Mina Sato         | Japon           | +0.119   | +0.127   |          |       |
| 2     | 1    | Hetty van de Wouw | Pays-Bas        | X        | +0.032   | X        | Q     |
| 2     | 2    | Sophie Capewell   | Grande-Bretagne | +0.059   | X        | +0.504   |       |

| Rang                             | Cycliste          | Pays            | Manche 1 | Manche 2 | Manche 3 |
| -------------------------------- | ----------------- | --------------- | -------- | -------- | -------- |
| Match pour la médaille d'or      |                   |                 |          |          |          |
| Médaille d'or                    | Emma Finucane     | Grande-Bretagne | X        | X        |          |
| Médaille d'argent                | Hetty van de Wouw | Pays-Bas        | +0.995   | +0.135   |          |
| Match pour la médaille de bronze |                   |                 |          |          |          |
| Médaille de bronze               | Mina Sato         | Japon           | X        | X        |          |
| 4                                | Sophie Capewell   | Grande-Bretagne | +0.176   | +0.338   |          |

#### Vitesse par équipes
Légende
- Q : qualifiées pour le premier tour
- QA : qualifiées pour la finale A
- QB : qualifiées pour la finale B

Lors du tour de qualification, les 8 meilleures équipes se qualifient pour le 1er tour (Q). Au cours de celui-ci, les séries sont organisées selon les temps des qualifications : 4e contre 5e, 3e contre 6e, 2e contre 7e et 1er contre 8e. Les vainqueurs de chaque série sont classés en fonction de leur temps : les deux meilleures équipes se qualifient pour la finale (QG) et les deux autres pour le match pour la médaille de bronze (QB).
| Rang | Équipe                                                               | Temps  | Écart  | Notes |
| ---- | -------------------------------------------------------------------- | ------ | ------ | ----- |
| 1    | Grande-Bretagne Katy Marchant Sophie Capewell Emma Finucane          | 46.217 |        | Q     |
| 2    | Pays-Bas Kimberly Kalee Hetty van de Wouw Steffie van der Peet       | 46.930 | +0.713 | Q     |
| 3    | Australie Molly McGill Kristina Clonan Alessia McCaig                | 47.727 | +1.510 | Q     |
| 4    | Chine Guo Yufang Jiang Yulu Yuan Liying                              | 47.808 | +1.591 | Q     |
| 5    | Allemagne Lara-Sophie Jäger Clara Schneider Alessa-Catriona Pröpster | 48.217 | +2.000 | Q     |
| 6    | Mexique Jessica Salazar Daniela Gaxiola Yuli Verdugo                 | 48.572 | +2.355 | Q     |
| 7    | Pologne Marlena Karwacka Urszula Łoś Nikola Seremak                  | 48.621 | +2.404 | Q     |
| 8    | Ukraine Anna Kolyzhuk Oleksandra Lohviniuk Alla Biletska             | 51.942 | +5.725 | Q     |

| Série | Rang | Équipe                                                               | Temps         | Notes         |
| ----- | ---- | -------------------------------------------------------------------- | ------------- | ------------- |
| 1     | 1    | Allemagne Lara-Sophie Jäger Alessa-Catriona Pröpster Clara Schneider | 48.396        | QB            |
| 1     | –    | Chine Tong Mengqi Guo Yufang Yuan Liying                             | Pas au départ | Pas au départ |
| 2     | 1    | Australie Molly McGill Kristina Clonan Alessia McCaig                | 47.472        | QB            |
| 2     | 2    | Mexique Jessica Salazar Daniela Gaxiola Yuli Verdugo                 | 48.142        |               |
| 3     | 1    | Pays-Bas Kyra Lamberink Hetty van de Wouw Steffie van der Peet       | 46.803        | QG            |
| 3     | 2    | Pologne Marlena Karwacka Urszula Łoś Paulina Petri                   | 48.406        |               |
| 4     | 1    | Grande-Bretagne Katy Marchant Sophie Capewell Emma Finucane          | 46.147        | QG            |
| 4     | 2    | Ukraine Tetiana Yashchenko Oleksandra Lohviniuk Alla Biletska        | 51.804        |               |

| Rang                             | Équipe                                                               | Temps  | Écart  | Notes |
| -------------------------------- | -------------------------------------------------------------------- | ------ | ------ | ----- |
| Match pour la médaille d'or      |                                                                      |        |        |       |
| Médaille d'or                    | Grande-Bretagne Katy Marchant Sophie Capewell Emma Finucane          | 45.949 |        |       |
| Médaille d'argent                | Pays-Bas Kimberly Kalee Hetty van de Wouw Steffie van der Peet       | 46.593 | +0.644 |       |
| Match pour la médaille de bronze |                                                                      |        |        |       |
| Médaille de bronze               | Australie Molly McGill Kristina Clonan Alessia McCaig                | 47.358 |        |       |
| 4                                | Allemagne Lara-Sophie Jäger Alessa-Catriona Pröpster Clara Schneider | 48.188 | +0.830 |       |

#### Poursuite individuelle
Légende
- QG : qualifiée pour la finale pour la médaille d'or
- QB : qualifiée pour la finale pour la médaille de bronze

| Rang | Coureuse            | Pays             | Temps         | Écart         | Notes         |
| ---- | ------------------- | ---------------- | ------------- | ------------- | ------------- |
| 1    | Chloé Dygert        | États-Unis       | 3:15.663      |               | QG, RM        |
| 2    | Anna Morris         | Grande-Bretagne  | 3:17.656      | +1.993        | QG            |
| 3    | Bryony Botha        | Nouvelle-Zélande | 3:19.446      | +3.783        | QB            |
| 4    | Franziska Brauße    | Allemagne        | 3:21.951      | +6.288        | QB            |
| 5    | Federica Venturelli | Italie           | 3:23.735      | +8.072        |               |
| 6    | Megan Barker        | Grande-Bretagne  | 3:24.066      | +8.403        |               |
| 7    | Alberte Greve       | Danemark         | 3:26.121      | +10.458       |               |
| 8    | Mieke Kröger        | Allemagne        | 3:26.274      | +10.611       |               |
| 9    | Martina Alzini      | Italie           | 3:28.369      | +12.706       |               |
| 10   | Emily Ehrlich       | États-Unis       | 3:28.964      | +13.301       |               |
| 11   | Ariane Bonhomme     | Canada           | 3:29.969      | +14.306       |               |
| 12   | Isabella Escalera   | Espagne          | 3:30.425      | +14.762       |               |
| 13   | Maho Kakita         | Japon            | 3:30.850      | +15.187       |               |
| 14   | Martyna Szczęsna    | Pologne          | 3:32.542      | +16.879       |               |
| 15   | Fiona Majendie      | Canada           | 3:32.576      | +16.913       |               |
| 16   | Lucy Bénézet Minns  | Irlande          | 3:36.612      | +20.949       |               |
| 17   | Tetiana Yashchenko  | Ukraine          | 3:39.463      | +23.800       |               |
| 18   | Zhou Menghan        | Chine            | 3:43.526      | +27.863       |               |
| 19   | Meenakshi Rohilla   | Inde             | 3:52.684      | +37.021       |               |
|      | Josie Knight        | Grande-Bretagne  | Pas au départ | Pas au départ | Pas au départ |

| Rang                              | Coureuse         | Pays             | Temps    | Écart  |
| --------------------------------- | ---------------- | ---------------- | -------- | ------ |
| Course pour la médaille d'or      |                  |                  |          |        |
| Médaille d'or                     | Anna Morris      | Grande-Bretagne  |          |        |
| Médaille d'argent                 | Chloé Dygert     | États-Unis       | 3:16.877 | +0.317 |
| Course pour la médaille de bronze |                  |                  |          |        |
| Médaille de bronze                | Bryony Botha     | Nouvelle-Zélande | 3:21.086 |        |
| 4                                 | Franziska Brauße | Allemagne        | 3:24.620 | +3.534 |

#### Poursuite par équipes
Légende
- Q : qualifiées pour le premier tour
- QG : qualifiées pour la finale A
- QB : qualifiées pour la finale B

Lors du tour de qualification, les 8 meilleures équipes se qualifient pour le 1er tour (Q).
Au premier tour, les équipes courent selon le rang occupé à l'issue des qualifications : 6 contre 7, 5 contre 8, 2 contre 3, 1 contre 4. Les vainqueurs des deux dernières séries (3 et 4) se qualifient pour la finale pour la médaille d'or (QG), tandis que les deux meilleurs temps parmi les six autres équipes se qualifient pour la finale pour la médaille de bronze (QB).
| Rang | Équipe                                                                       | Temps    | Écart   | Notes |
| ---- | ---------------------------------------------------------------------------- | -------- | ------- | ----- |
| 1    | Grande-Bretagne Katie Archibald Megan Barker Josie Knight Anna Morris        | 4:11.868 |         | Q     |
| 2    | Italie Martina Fidanza Letizia Paternoster Chiara Consonni Vittoria Guazzini | 4:14.788 | +2.920  | Q     |
| 3    | Allemagne Franziska Brauße Lisa Klein Mieke Kröger Laura Süßemilch           | 4:16.823 | +4.955  | Q     |
| 4    | Chine Zhou Menghan Sun Feiyan Wang Hong Zhang Mingzhu                        | 4:24.807 | +12.939 | Q     |
| 5    | Suisse Fabienne Buri Jasmin Liechti Annika Liehner Cybele Schneider          | 4:25.178 | +13.300 | Q     |
| 6    | Canada Lily Plante Kiara Lylyk Ariane Bonhomme Fiona Majendie                | 4:25.532 | +13.664 | Q     |
| 7    | Belgique Katrijn De Clercq Marith Vanhove Hélène Hesters Febe Jooris         | 4:27.205 | +15.337 | Q     |
| 8    | Pologne Maja Tracka Olga Wankiewicz Nikol Płosaj Martyna Szczęsna            | 4:27.887 | +16.019 | Q     |
| 9    | Espagne Ainara Albert Isabel Ferreres Marina Garau Ziortza Isasi             | 4:30.188 | +18.250 |       |
| 10   | Mexique Yareli Acevedo Jessica Bonilla María Gaxiola Lizbeth Salazar         | 4:36.906 | +25.038 |       |

| Série | Rang | Équipe                                                                      | Temps    | Écart | Notes |
| ----- | ---- | --------------------------------------------------------------------------- | -------- | ----- | ----- |
| 1     | 1    | Canada Lily Plante Kiara Lylyk Ariane Bonhomme Fiona Majendie               | 4:21.095 | QB    |       |
| 2     | 1    | Belgique Katrijn De Clercq Marith Vanhove Hélène Hesters Febe Jooris        | 4:22.511 |       |       |
| 1     | 2    | Pologne Olga Wankiewicz Patrycja Lorkowska Nikol Płosaj Martyna Szczęsna    | 4:21.930 |       |       |
| 2     | 2    | Suisse Fabienne Buri Jasmin Liechti Annika Liehner Cybele Schneider         | 4:22.472 |       |       |
| 1     | 3    | Allemagne Franziska Brauße Lisa Klein Mieke Kröger Laura Süßemilch          | 4:11.602 | QG    |       |
| 2     | 3    | Italie Letizia Paternoster Chiara Consonni Martina Alzini Vittoria Guazzini | 4:12.467 | QB    |       |
| 1     | 4    | Grande-Bretagne Jessica Roberts Katie Archibald Josie Knight Anna Morris    |          | QG    |       |
| 2     | 4    | Chine Zhou Menghan Sun Feiyan Wang Hong Chen Si                             | 4:25.177 |       |       |

| Rang                             | Équipe                                                                      | Temps     | Écart     |
| -------------------------------- | --------------------------------------------------------------------------- | --------- | --------- |
| Match pour la médaille d'or      |                                                                             |           |           |
| Médaille d'or                    | Grande-Bretagne Jessica Roberts Katie Archibald Josie Knight Anna Morris    |           |           |
| Médaille d'argent                | Allemagne Franziska Brauße Lisa Klein Mieke Kröger Laura Süßemilch          | rejointes | rejointes |
| Match pour la médaille de bronze |                                                                             |           |           |
| Médaille de bronze               | Italie Letizia Paternoster Chiara Consonni Martina Alzini Vittoria Guazzini |           |           |
| 4                                | Canada Lily Plante Kiara Lylyk Ariane Bonhomme Fiona Majendie               | rejointes | rejointes |

#### Course aux points
| Rang               | Coureuse            | Pays             | Points au tour | Points au sprint | Total   |
| ------------------ | ------------------- | ---------------- | -------------- | ---------------- | ------- |
| Médaille d'or      | Julie Norman Leth   | Danemark         | 40             | 3                | 43      |
| Médaille d'argent  | Lotte Kopecky       | Belgique         | 20             | 20               | 40      |
| Médaille de bronze | Lara Gillespie      | Irlande          | 20             | 19               | 39      |
| 4                  | Ally Wollaston      | Nouvelle-Zélande | 20             | 19               | 39      |
| 5                  | Victoire Berteau    | France           | 20             | 14               | 34      |
| 6                  | Alexandra Manly     | Australie        | 20             | 8                | 28      |
| 7                  | Marit Raaijmakers   | Pays-Bas         | 20             | 7                | 27      |
| 8                  | Neah Evans          | Grande-Bretagne  | 20             | 7                | 27      |
| 9                  | Mizuki Ikeda        | Japon            | 20             | 5                | 25      |
| 10                 | Jennifer Valente    | États-Unis       | 20             | 4                | 24      |
| 11                 | Lea Lin Teutenberg  | Allemagne        | 20             | 4                | 24      |
| 12                 | Daniela Campos      | Portugal         | 20             | 1                | 21      |
| 13                 | Anita Stenberg      | Norvège          | 20             | 1                | 21      |
| 14                 | Martina Alzini      | Italie           | 0              | 5                | 5       |
| 15                 | Akvilė Gedraitytė   | Lituanie         | 20             | −20              | 3       |
| 16                 | Michelle Andres     | Suisse           | 0              | 0                | 0       |
| 17                 | Lily Plante         | Canada           | 0              | 0                | 0       |
| 18                 | Ainara Albert Bosch | Espagne          | 0              | 0                | 0       |
| 19                 | Leung Wing Yee      | Hong Kong        | 0              | 0                | 0       |
| 20                 | Jarmila Machačová   | Tchéquie         | 0              | 0                | 0       |
| 21                 | Tetiana Yashchenko  | Ukraine          | −20            | 1                | −19     |
| 22                 | Zuzanna Chylińska   | Pologne          | −20            | 0                | −20     |
| 23                 | María Gaxiola       | Mexique          | −60            | 0                | −60     |
| –                  | Fanny Cauchois      | Laos             | Abandon        | Abandon          | Abandon |

#### Américaine
| Rang               | Coureuses                           | Pays            | Points au tour | Points au sprint | Points total |
| ------------------ | ----------------------------------- | --------------- | -------------- | ---------------- | ------------ |
| Médaille d'or      | Amalie Dideriksen Julie Norman Leth | Danemark        | 20             | 26               | 46           |
| Médaille d'argent  | Victoire Berteau Marion Borras      | France          | 20             | 23               | 43           |
| Médaille de bronze | Neah Evans Katie Archibald          | Grande-Bretagne | 20             | 22               | 42           |
| 4                  | Marit Raaijmakers Lisa van Belle    | Pays-Bas        | 20             | 19               | 39           |
| 5                  | Chiara Consonni Vittoria Guazzini   | Italie          | 20             | 9                | 29           |
| 6                  | Jennifer Valente Megan Jastrab      | États-Unis      | 0              | 9                | 9            |
| 7                  | Lara Gillespie Mia Griffin          | Irlande         | 0              | 4                | 4            |
| 8                  | Katrijn De Clercq Hélène Hesters    | Belgique        | 0              | 3                | 3            |
| 9                  | Alexandra Manly Keira Will          | Australie       | 0              | 2                | 2            |
| 10                 | Lea Lin Teutenberg Lena Reißner     | Allemagne       | 0              | 1                | 1            |
| 11                 | Olga Wankiewicz Patrycja Lorkowska  | Pologne         | 0              | 0                | 0            |
| 12                 | Michelle Andres Aline Seitz         | Suisse          | 0              | 0                | 0            |
| 13                 | Mizuki Ikeda Tsuyaka Uchino         | Japon           | –20            | 2                | –18          |
| 14                 | Petra Ševčíková Gabriela Bártová    | Tchéquie        | –40            | 2                | –38          |
| 15                 | Lee Sze Wing Leung Wing Yee         | Hong Kong       | –60            | 0                | –60          |
| –                  | Eva Anguela Laura Rodríguez         | Espagne         | Abandon        | Abandon          | Abandon      |
| –                  | Lily Plante Kiara Lylyk             | Canada          | Abandon        | Abandon          | Abandon      |

#### Scratch
| Rang               | Coureuse               | Pays             | Tours   |
| ------------------ | ---------------------- | ---------------- | ------- |
| Médaille d'or      | Lorena Wiebes          | Pays-Bas         |         |
| Médaille d'argent  | Jennifer Valente       | États-Unis       |         |
| Médaille de bronze | Ally Wollaston         | Nouvelle-Zélande |         |
| 4                  | Martina Fidanza        | Italie           |         |
| 5                  | Anita Stenberg         | Norvège          |         |
| 6                  | Lee Sze Wing           | Hong Kong        |         |
| 7                  | Sophie Lewis           | Grande-Bretagne  |         |
| 8                  | Olivija Baleišytė      | Lituanie         |         |
| 9                  | Ellen Klinge           | Danemark         |         |
| 10                 | Alžbeta Bačíková       | Slovaquie        |         |
| 11                 | Maja Tracka            | Pologne          |         |
| 12                 | Maho Kakita            | Japon            |         |
| 13                 | Marion Borras          | France           |         |
| 14                 | Lena Charlotte Reißner | Allemagne        |         |
| 15                 | Petra Ševčíková        | Tchéquie         |         |
| 16                 | Maria Martins          | Portugal         |         |
| 17                 | Keira Will             | Australie        |         |
| 18                 | Lily Plante            | Canada           |         |
| 19                 | Cybèle Schneider       | Suisse           |         |
| 20                 | Antonieta Gaxiola      | Mexique          |         |
| 21                 | Lani Wittevrongel      | Belgique         |         |
| 22                 | Marina Garau           | Espagne          | -1      |
| –                  | Anna Kolyzhuk          | Ukraine          | Abandon |
| –                  | Fanny Cauchois         | Laos             | Abandon |

#### Omnium
| Rang | Coureuse            | Pays             | Tours | Points sur l'épreuve |
| ---- | ------------------- | ---------------- | ----- | -------------------- |
| 1    | Yareli Acevedo      | Mexique          |       | 40                   |
| 2    | Amalie Dideriksen   | Danemark         |       | 38                   |
| 3    | Petra Ševčíková     | Tchéquie         |       | 36                   |
| 4    | Anita Stenberg      | Norvège          |       | 34                   |
| 5    | Victoire Berteau    | France           |       | 32                   |
| 6    | Lara Gillespie      | Irlande          |       | 30                   |
| 7    | Jessica Roberts     | Grande-Bretagne  |       | 28                   |
| 8    | Maria Martins       | Portugal         |       | 26                   |
| 9    | Ally Wollaston      | Nouvelle-Zélande |       | 24                   |
| 10   | Aline Seitz         | Suisse           |       | 22                   |
| 11   | Letizia Paternoster | Italie           |       | 20                   |
| 12   | Zhou Menghan        | Chine            |       | 18                   |
| 13   | Alžbeta Bačíková    | Slovaquie        |       | 16                   |
| 14   | Jennifer Valente    | États-Unis       |       | 14                   |
| 15   | Olga Wankiewicz     | Pologne          |       | 12                   |
| 16   | Lee Sze Wing        | Hong Kong        |       | 10                   |
| 17   | Eva Anguela         | Espagne          |       | 8                    |
| 18   | Akvilė Gedraitytė   | Lituanie         |       | 6                    |
| 19   | Tsuyaka Uchino      | Japon            |       | 4                    |
| 20   | Lily Plante         | Canada           |       | 2                    |
| 21   | Lina Hernández      | Colombie         |       | 1                    |
| 22   | Alexandra Manly     | Australie        |       | 1                    |
| 23   | Marith Vanhove      | Belgique         |       | 1                    |
| 24   | Fanny Cauchois      | Laos             |       | 1                    |

| Rang | Coureuse            | Pays             | Points au tour | Points au sprint | Points total | Points sur l'épreuve |
| ---- | ------------------- | ---------------- | -------------- | ---------------- | ------------ | -------------------- |
| 1    | Ally Wollaston      | Nouvelle-Zélande | 20             | 10               | 30           | 40                   |
| 2    | Tsuyaka Uchino      | Japon            | 20             | 3                | 23           | 38                   |
| 3    | Jessica Roberts     | Grande-Bretagne  | 20             | 1                | 21           | 36                   |
| 4    | Anita Stenberg      | Norvège          | 20             | 1                | 21           | 34                   |
| 5    | Victoire Berteau    | France           | 20             | 0                | 20           | 32                   |
| 6    | Amalie Dideriksen   | Danemark         | 0              | 4                | 4            | 30                   |
| 7    | Aline Seitz         | Suisse           | 0              | 3                | 3            | 28                   |
| 8    | Letizia Paternoster | Italie           | 0              | 2                | 2            | 26                   |
| 9    | Lara Gillespie      | Irlande          | 0              | 1                | 1            | 24                   |
| 10   | Jennifer Valente    | États-Unis       | 0              | 1                | 1            | 22                   |
| 11   | Eva Anguela         | Espagne          | 0              | 0                | 0            | 20                   |
| 12   | Lily Plante         | Canada           | 0              | 0                | 0            | 18                   |
| 13   | Maria Martins       | Portugal         | 0              | 0                | 0            | 16                   |
| 14   | Petra Ševčíková     | Tchéquie         | 0              | 0                | 0            | 14                   |
| 15   | Yareli Acevedo      | Mexique          | 0              | 0                | 0            | 12                   |
| 16   | Olga Wankiewicz     | Pologne          | 0              | 0                | 0            | 10                   |
| 17   | Lee Sze Wing        | Hong Kong        | 0              | 0                | 0            | 8                    |
| 18   | Alexandra Manly     | Australie        | 0              | 0                | 0            | 6                    |
| 19   | Lina Hernández      | Colombie         | 0              | 0                | 0            | 4                    |
| 20   | Zhou Menghan        | Chine            | 0              | 0                | 0            | 2                    |
| 21   | Marith Vanhove      | Belgique         | 0              | 0                | 0            | 1                    |
| 22   | Akvilė Gedraitytė   | Lituanie         | 0              | 0                | 0            | 1                    |
| 23   | Alžbeta Bačíková    | Slovaquie        | −20            | 0                | 0            | 1                    |
| 24   | Fanny Cauchois      | Laos             | −40            | 0                | −40          | −39                  |

| Rang | Coureuse            | Pays             | Points sur l'épreuve |
| ---- | ------------------- | ---------------- | -------------------- |
| 1    | Ally Wollaston      | Nouvelle-Zélande | 40                   |
| 2    | Jennifer Valente    | États-Unis       | 38                   |
| 3    | Anita Stenberg      | Norvège          | 36                   |
| 4    | Victoire Berteau    | France           | 34                   |
| 5    | Amalie Dideriksen   | Danemark         | 32                   |
| 6    | Maria Martins       | Portugal         | 30                   |
| 7    | Jessica Roberts     | Grande-Bretagne  | 28                   |
| 8    | Lara Gillespie      | Irlande          | 26                   |
| 9    | Petra Ševčíková     | Tchéquie         | 24                   |
| 10   | Eva Anguela         | Espagne          | 22                   |
| 11   | Yareli Acevedo      | Mexique          | 20                   |
| 12   | Tsuyaka Uchino      | Japon            | 18                   |
| 13   | Alexandra Manly     | Australie        | 16                   |
| 14   | Akvilė Gedraitytė   | Lituanie         | 14                   |
| 15   | Letizia Paternoster | Italie           | 12                   |
| 16   | Lee Sze Wing        | Hong Kong        | 10                   |
| 17   | Zhou Menghan        | Chine            | 8                    |
| 18   | Aline Seitz         | Suisse           | 6                    |
| 19   | Olga Wankiewicz     | Pologne          | 4                    |
| 20   | Alžbeta Bačíková    | Slovaquie        | 2                    |
| 21   | Lina Hernández      | Colombie         | 1                    |
| 22   | Marith Vanhove      | Belgique         | 1                    |
| 23   | Fanny Cauchois      | Laos             | 1                    |
| 24   | Lily Plante         | Canada           | 1                    |

| Rang               | Coureuse            | Pays             | Points au tour | Points au sprint | Points total |
| ------------------ | ------------------- | ---------------- | -------------- | ---------------- | ------------ |
| Médaille d'or      | Ally Wollaston      | Nouvelle-Zélande | 0              | 27               | 131          |
| Médaille d'argent  | Jessica Roberts     | Grande-Bretagne  | 20             | 7                | 119          |
| Médaille de bronze | Anita Stenberg      | Norvège          | 0              | 6                | 110          |
| 4                  | Victoire Berteau    | France           | 0              | 9                | 107          |
| 5                  | Amalie Dideriksen   | Danemark         | 0              | 0                | 100          |
| 6                  | Yareli Acevedo      | Mexique          | 20             | 3                | 95           |
| 7                  | Tsuyaka Uchino      | Japon            | 20             | 9                | 89           |
| 8                  | Lara Gillespie      | Irlande          | 0              | 5                | 85           |
| 9                  | Jennifer Valente    | États-Unis       | 0              | 8                | 82           |
| 10                 | Petra Ševčíková     | Tchéquie         | 0              | 0                | 74           |
| 11                 | Maria Martins       | Portugal         | 0              | 0                | 72           |
| 12                 | Aline Seitz         | Suisse           | 0              | 3                | 59           |
| 13                 | Letizia Paternoster | Italie           | 0              | 0                | 58           |
| 14                 | Eva Anguela         | Espagne          | 0              | 0                | 50           |
| 15                 | Lee Sze Wing        | Hong Kong        | 0              | 5                | 33           |
| 16                 | Alexandra Manly     | Australie        | 0              | 6                | 29           |
| 17                 | Lily Plante         | Canada           | 0              | 7                | 28           |
| 18                 | Olga Wankiewicz     | Pologne          | 0              | 1                | 27           |
| 19                 | Lina Hernández      | Colombie         | 0              | 1                | 7            |
| 20                 | Akvilė Gedraitytė   | Lituanie         | −20            | 0                | 1            |
| 21                 | Zhou Menghan        | Chine            | −40            | 0                | −12          |
| 22                 | Marith Vanhove      | Belgique         | −20            | 2                | −15          |
| 23                 | Alžbeta Bačíková    | Slovaquie        | −40            | 0                | −21          |
| 24                 | Fanny Cauchois      | Laos             | −40            | 0                | −77          |

#### Course à élimination
| Rang               | Coureuse            | Pays             |
| ------------------ | ------------------- | ---------------- |
| Médaille d'or      | Ally Wollaston      | Nouvelle-Zélande |
| Médaille d'argent  | Lotte Kopecky       | Belgique         |
| Médaille de bronze | Jennifer Valente    | États-Unis       |
| 4                  | Letizia Paternoster | Italie           |
| 5                  | Lara Gillespie      | Irlande          |
| 6                  | Maria Martins       | Portugal         |
| 7                  | Maja Tracka         | Pologne          |
| 8                  | Yareli Acevedo      | Mexique          |
| 9                  | Lea Lin Teutenberg  | Allemagne        |
| 10                 | Gabriela Bártová    | Tchéquie         |
| 11                 | Tsuyaka Uchino      | Japon            |
| 12                 | Michelle Andres     | Suisse           |
| 13                 | Lee Sze Wing        | Hong Kong        |
| 14                 | Eva Anguela         | Espagne          |
| 15                 | Sophie Lewis        | Grande-Bretagne  |
| 16                 | Olivija Baleišytė   | Lituanie         |
| 17                 | Keira Will          | Australie        |
| 18                 | Ellen Klinge        | Danemark         |
| 19                 | Anita Stenberg      | Norvège          |
| 20                 | Alžbeta Bačíková    | Slovaquie        |
| 21                 | Kiara Lylyk         | Canada           |
| 22                 | Fanny Cauchois      | Laos             |

## Tableau des médailles
| Rang  | Nation                       | Or | Argent | Bronze | Total |
| ----- | ---------------------------- | -- | ------ | ------ | ----- |
| 1     | Pays-Bas                     | 4  | 5      | 2      | 11    |
| 2     | Grande-Bretagne              | 4  | 4      | 5      | 13    |
| 3     | Danemark                     | 4  | 2      | 1      | 7     |
| 4     | Japon                        | 3  | 0      | 3      | 6     |
| 5     | Nouvelle-Zélande             | 2  | 0      | 2      | 4     |
| 6     | Belgique                     | 1  | 3      | 0      | 4     |
| 7     | Italie                       | 1  | 2      | 1      | 4     |
| 8     | Allemagne                    | 1  | 1      | 1      | 3     |
| 9     | Espagne                      | 1  | 0      | 0      | 1     |
| 9     | Athlètes individuels neutres | 1  | 0      | 0      | 1     |
| 11    | États-Unis                   | 0  | 2      | 1      | 3     |
| 12    | Australie                    | 0  | 1      | 1      | 2     |
| 12    | France                       | 0  | 1      | 1      | 2     |
| 14    | Israël                       | 0  | 1      | 0      | 1     |
| 15    | Canada                       | 0  | 0      | 1      | 1     |
| 15    | Colombie                     | 0  | 0      | 1      | 1     |
| 15    | Irlande                      | 0  | 0      | 1      | 1     |
| 15    | Norvège                      | 0  | 0      | 1      | 1     |
| Total | Total                        | 22 | 22     | 22     | 66    |